# Royal Enfield
Royal Enfield (RE), est l’une des plus anciennes marques mondiales de motocyclettes. De 1901 à 1970, elle propose des modèles deux et quatre temps produits au Royaume-Uni, notamment les monocylindres Bullet,, et Continental, ainsi que les bicylindres Meteor et Interceptor.
La marque est reprise et relancée à partir de 1995 par le groupe indien Eicher Motors. Royal Enfield est, au début des années 2020, l'un des principaux constructeurs mondiaux avec une production annuelle dépassant 800000 machines commercialisées en Inde et dans plus de soixante autres pays. La gamme Royal Enfield est composée de modèles quatre temps monocylindres et bicylindres de moyenne cylindrée comme la Classic 350, reprenant l'esthétique des Bullet, l'Himalayan 410 et la Continental GT 650.

## "Made like a Gun" au Royaume-Uni (1840-1970)

### Avant les engins motorisés: aiguilles, bicyclettes et armes (1840-1898)
Les origines de Royal Enfield remontent au milieu du XIXe siècle quand George Townsend et son frère Foster s'installent à Hunt End, un hameau à quelques kilomètres de Redditch (Worcestershire). Ils y créent une société, la George Townsend & Company, et une usine de fabrication d'aiguilles pour machines à coudre. Les fabrications s'étendent ensuite à des pièces mécaniques de précision, puis, dans les années 1880, à celle de bicyclettes. La société est vendue en 1892 à deux entrepreneurs, Albert Eadie et Robert Walker Smith, qui la renomment Eadie Manufacturing Co.
En 1893, cette société remporte un important contrat de fourniture de pièces pour fusils à la Royal Small Arms Factory basée à Enfield (Middlesex). Afin de célébrer ce succès, la nouvelle bicyclette à pneus est baptisée Enfield et une société, filiale de Eadie Manufacturing, créée pour commercialiser les vélos : l'Enfield Manufacturing Company Ltd. Cette même année, la marque commerciale des bicyclettes devient Royal Enfield avec le slogan « Made like a gun » qui s'affiche sur un logo comportant une couronne royale surmontant une mitrailleuse Maxim.
En 1896, les activités industrielles et commerciales concernant les bicyclettes sont réunies dans une même société : la New Enfield Cycle Company, renommée en 1898 Enfield Cycle Company, nom qu'elle gardera pendant les 70 ans à venir.

### Engins à moteur à deux, trois et quatre roues (1899-1908)

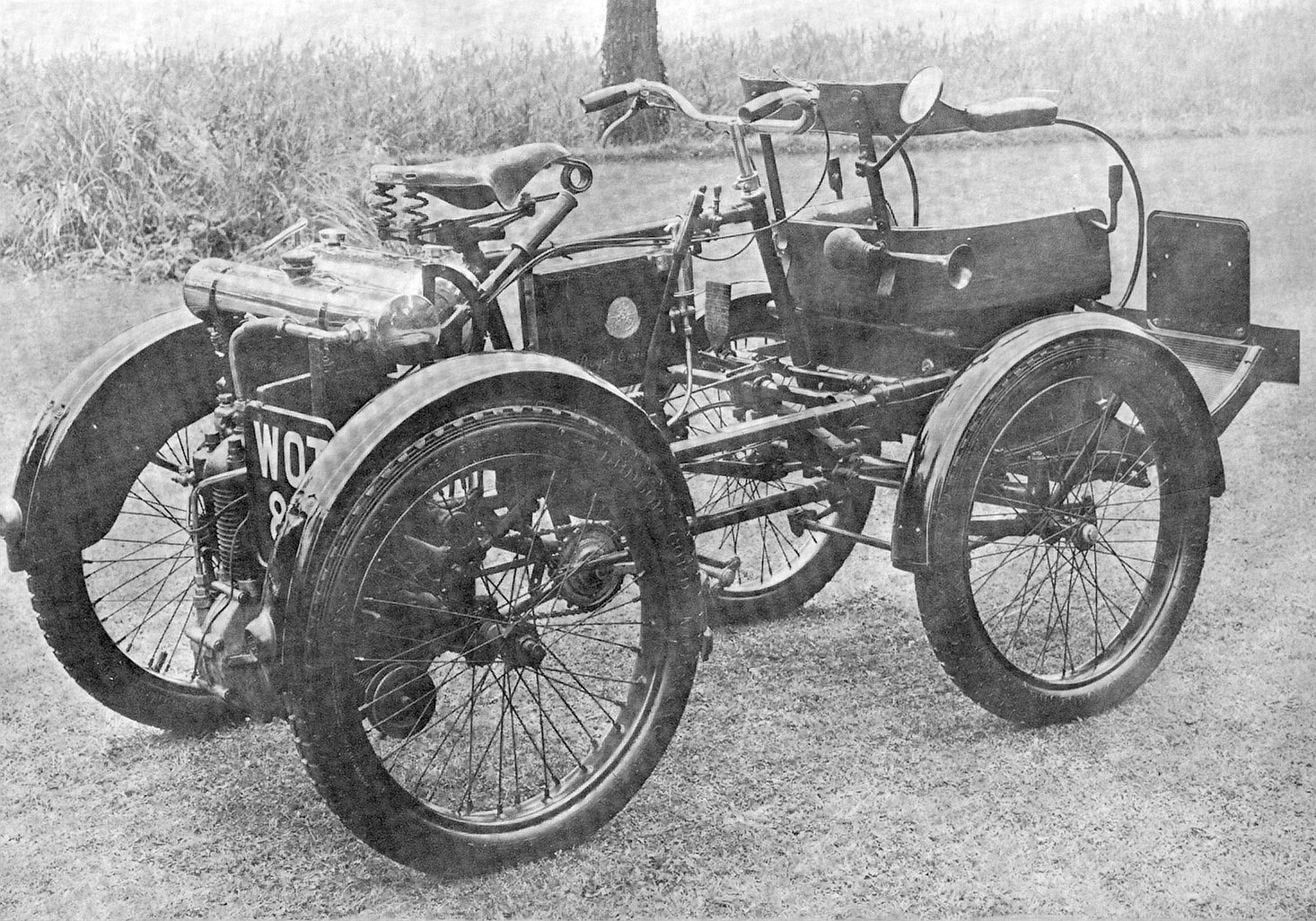
Quadricycle MHV Royal Enfield (1899).

En 1899, Enfield Cycle commence la production de véhicules motorisés avec des tricycles et des quadricycles propulsés par des moteurs monocylindres français De Dion-Bouton de 239 puis 269 cm3.
En 1901, le premier deux-roues motorisé est présenté : c'est une bicyclette munie d'un moteur Minerva de 1,5 ch refroidi par air placé devant le guidon au-dessus de la roue avant. La transmission à la roue arrière est assurée par une longue courroie croisée au niveau de la potence afin de garder sa tension en toute position,.
En 1903, la marque propose trois modèles monocylindres avec un moteur à 4 temps de sa propre fabrication, placé dans le cadre à l'emplacement du pédalier. Les prix vont de 45 à 75 guinées. Le modèle le plus sophistiqué bénéficie d'un refroidissement liquide et d'une transmission par chaîne, une première chez la marque. La même année, une nouvelle usine, spécialisée dans les motos, quads et tricycles motorisés est inaugurée. En 1904, une moto Royal Enfield remporte à New Brighton un premier succès en compétition.
La gamme de motos de 1905 est réduite à deux modèles, équipés d'un nouveau moteur monocylindre. L'un de ces modèles est doté d'une boîte de vitesses à deux rapports et d'un embrayage.
Les bicyclettes Royal Enfield connaissent un grand succès, entrainant, durant l'hiver 1905-1906, l'ouverture d'un nouveau site sur Hewel Road, près du centre de Redditch. Mais le marché des motos en Grande-Bretagne n'est alors pas porteur et Enfield Cycle décide d'arrêter provisoirement la fabrication de motos pour se consacrer aux bicyclettes et aux automobiles. Le 1er mars 1906, l'activité automobile est confiée à une nouvelle société, l'Enfield Autocar Co Ltd, installée dans les anciens ateliers d'Enfield. En 1907 le groupe Eadie Manufacturing vend à BSA toutes ses activités, à l'exception d' Enfield Cycle et Enfield Autocar, qui deviennent des sociétés indépendantes. Enfield Autocar connait rapidement de grandes difficultés qui l'amènent à déposer le bilan en février 1908, Enfield Cycle conservant tous les droits sur la marque Royal Enfield.

### La famille Smith aux commandes: 1909-1962

#### 1909-1920: premiers bicylindres en V et deux-temps
En 1908 Robert W Smith prend la direction de l'Enfield Cycle et démissionne en 1909 de BSA dont il était jusqu'alors un des directeurs pour éviter tout conflit d'intérêts.
En 1908, l'ingénieur suisse W. Guillon, précédemment directeur technique de Enfield Autocar, rejoint Enfield Cycle et l'année suivante le fils aîné de Robert Smith, Franck Smith, fait de même.

En novembre 1909 Enfield Cycle annonce son retour sur le marché des motos avec un tout nouveau modèle : le RE 160. Son moteur, fourni par le suisse Motosacoche, est un bicylindre en V de 297 cm3 à soupapes latérales. La moto est équipée d'une fourche amortie à parallélogramme de type Druid, d'une transmission finale par chaine, d'une boîte de vitesses à deux rapports commandée par un levier sur le côté du réservoir, et de longs repose-pieds. Ce modèle est le premier d'une longue famille de V twins Royal Enfield qui seront produits jusqu'en 1939. 

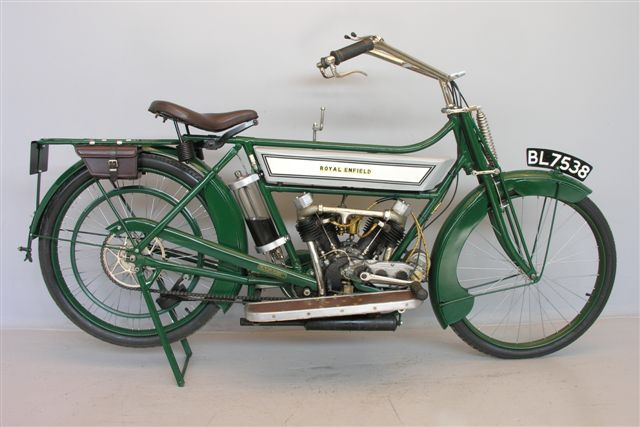
Royal Enfield 140 (1913).

Plusieurs variantes apparaissent, notamment, en 1913, le  RE 140 équipé d'un moteur Royal Enfield ioe bicylindre en V de 425 cm3. C'est le premier moteur anglais à carter sec avec lubrification sous pression par pompe mécanique : après avoir lubrifié les têtes de bielles en passant par le vilebrequin percé, l'huile retourne dans un tube en verre fixé derrière le tube de selle. Le bon fonctionnement de la pompe est ainsi vérifiable visuellement.

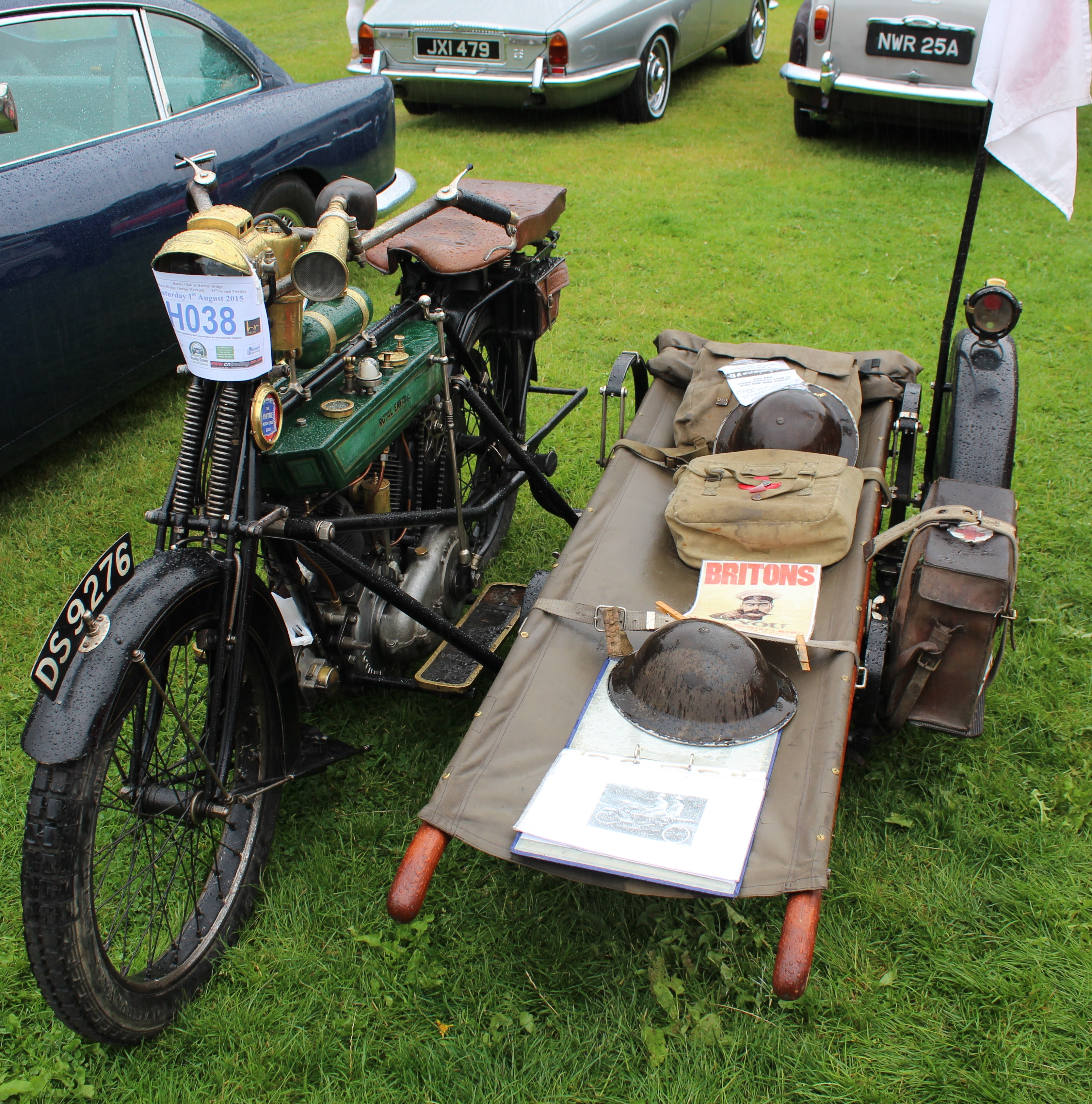
Royal Enfield 180 avec side-car ambulance.

D'autres modèles sont  lancés avant la première guerre mondiale, notamment:
- en 1912, le RE 180[9]. Spécialement conçu pour être attelé en side-car, son cadre est pourvu des points d'attache nécessaires à un panier. Son moteur est un bicylindre en V latéral JAP de 771 cm3 (76 × 85 mm). La lubrification goutte à goutte est assurée par une pompe « coup de poing ». Il est doté d'un innovant amortisseur de couple en caoutchouc[n 9]: logé dans le moyeu arrière, ce dispositif équipera ensuite de nombreux modèles de la marque.
- en 1914, le RE 225 L, un monocylindre deux temps de 225 cm3 avec une boîte à deux rapports[n 10],[7]. Ce modèle remporte un grand succès commercial et sportif. Il est le premier d'une famille de monocylindres deux-temps qui seront produits jusqu’en 1962.

Pendant la Première Guerre mondiale, Royal Enfield fournit aux forces armées des bicyclettes et des side-cars 180 transformés en ambulance ou équipés d'une mitrailleuse. Durant le conflit, les ateliers de Hunt End sont vendus. Les trois fils Smith font la guerre sans dommage. Franck sert comme pilote dans le Royal Flying Corps en France et finit avec le grade de major.

#### 1921-1929: gamme élargie et modernisée

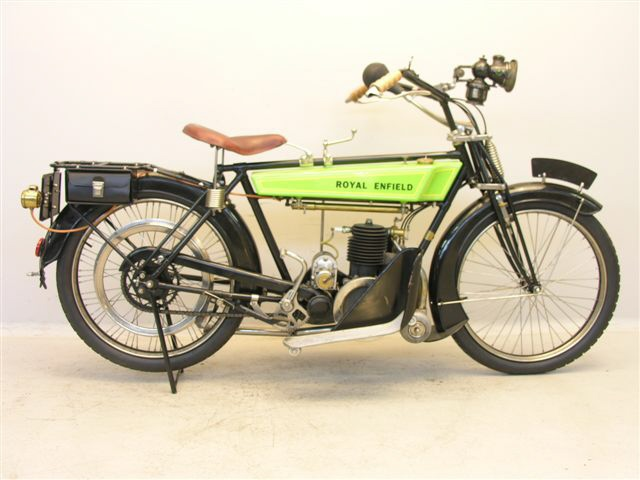
Royal Enfield 201 (1923).

À la fin de la Première Guerre mondiale, Royal Enfield ne produit plus que deux modèles : le 180 et le 225 L. En 1919 le gouvernement britannique demande aux industriels de relancer leurs productions vers des produits civils. Mais ce n'est qu'en 1921 que les modèles Royal Enfield évoluent : le modèle 180 est équipé d'un bicylindre en V de 976 cm3 (85,5 × 85 mm), conçu par Enfield et fabriqué par Vickers; et le 225 L est doté d'un démarrage au kick.
La gamme Royal Enfield de 1924 comprend 8 modèles : quatre versions du 225 cm3 deux temps (dénommées 200, 201a, 201b et 202), deux modèles de 350 cm3 à moteurs JAP (dénommés 350 pour la version de base à soupapes latérales, et 351 pour la version sportive culbutée), et deux versions du V-Twin attelé.
Ted Pardoe, un jeune ingénieur embauché par Enfield Cycle à la fin de la guerre, conçoit un nouveau monocylindre culbuté de 350 cm3, commercialisé à partir de 1925. La même année, certaines Royal Enfield sont proposées avec des boîtes à trois vitesses Sturmey-Archer, ainsi qu'avec des freins à tambour .
Un recrutement important a lieu en 1925 : celui de Tony Wilson-Jones, jeune et brillant ingénieur auquel sont confiées l'équipe de conception et la formation des apprentis.
En 1926, les installations d'Enfield Cycle Enfield occupent environ 9 ha et comprennent le siège social et de nombreux ateliers : usinage, chromage, fonderie, peinture, rayonnage, montage, métrologie, fabrication des outils de production, etc. L'usine est très moderne, desservie par une ligne de chemin de fer et dotée d'une piste d'essai.
Chaque motocyclette sortant du montage fait sept tours de la piste située derrière les ateliers, soit environ 10 km, puis revient pour une vérification approfondie avant expédition.

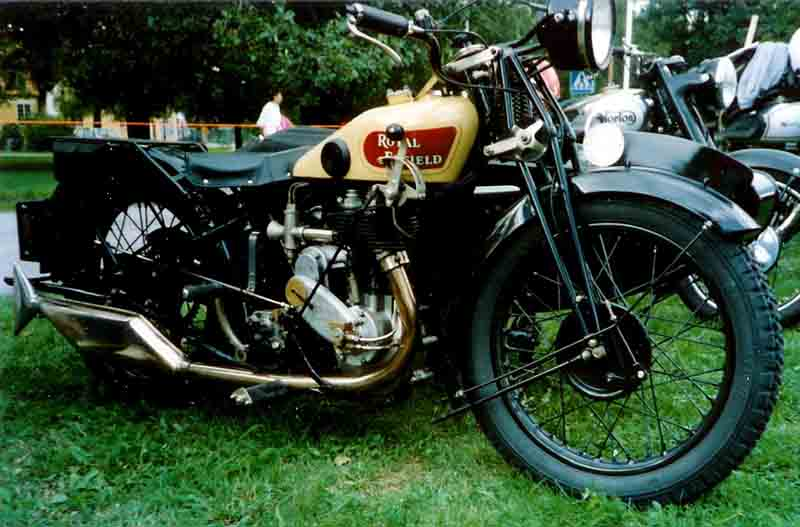
Royal Enfield 500 SV (1929).

En 1927, Enfield lance le 500, doté d'un monocylindre de 488 cm3 à soupapes latérales et d'une boîte à quatre rapports. Et plusieurs modèles sont dotés d'un pare-boue arrière détachable destiné à faciliter le démontage de la roue pour réparations.
En 1928, l'esthétique de la gamme change, avec l'apparition de réservoirs "saddle". Tous les modèles sont en outre dotés d'une nouvelle fourche à simple ressort de type Webb. D'autres évolutions marquent cette année : la famille 200 comporte deux modèles avec des boîtes à trois vitesses ; la famille 350 est complétée par la version 352, destinée à l'enduro ; une version du gros bicylindre est dotée d'une boîte à quatre rapports. La gamme est complétée par un nouveau modèle mono cylindre quatre temps de 225 cm3 doté d'une boîte à trois rapports : le 250.
La gamme de 1929 comprend 14 modèles, dont le 505, modèle sportif doté d'un innovant monocylindre culbuté de 488 cm3 dont une version, ramenée à 346 cm3, équipe également le modèle 355.

#### Années 1930 et Seconde Guerre mondiale
Entre 1930 et 1939, Enfield continue de créer de nombreux modèles pour répondre à la demande des utilisateurs et s'adapter aux variations de réglementation fiscale. Les monocylindres culbutés sont notamment équipés de culasses à deux, trois ou quatre soupapes avec simple ou double échappement pour des usages plus ou moins sportifs.

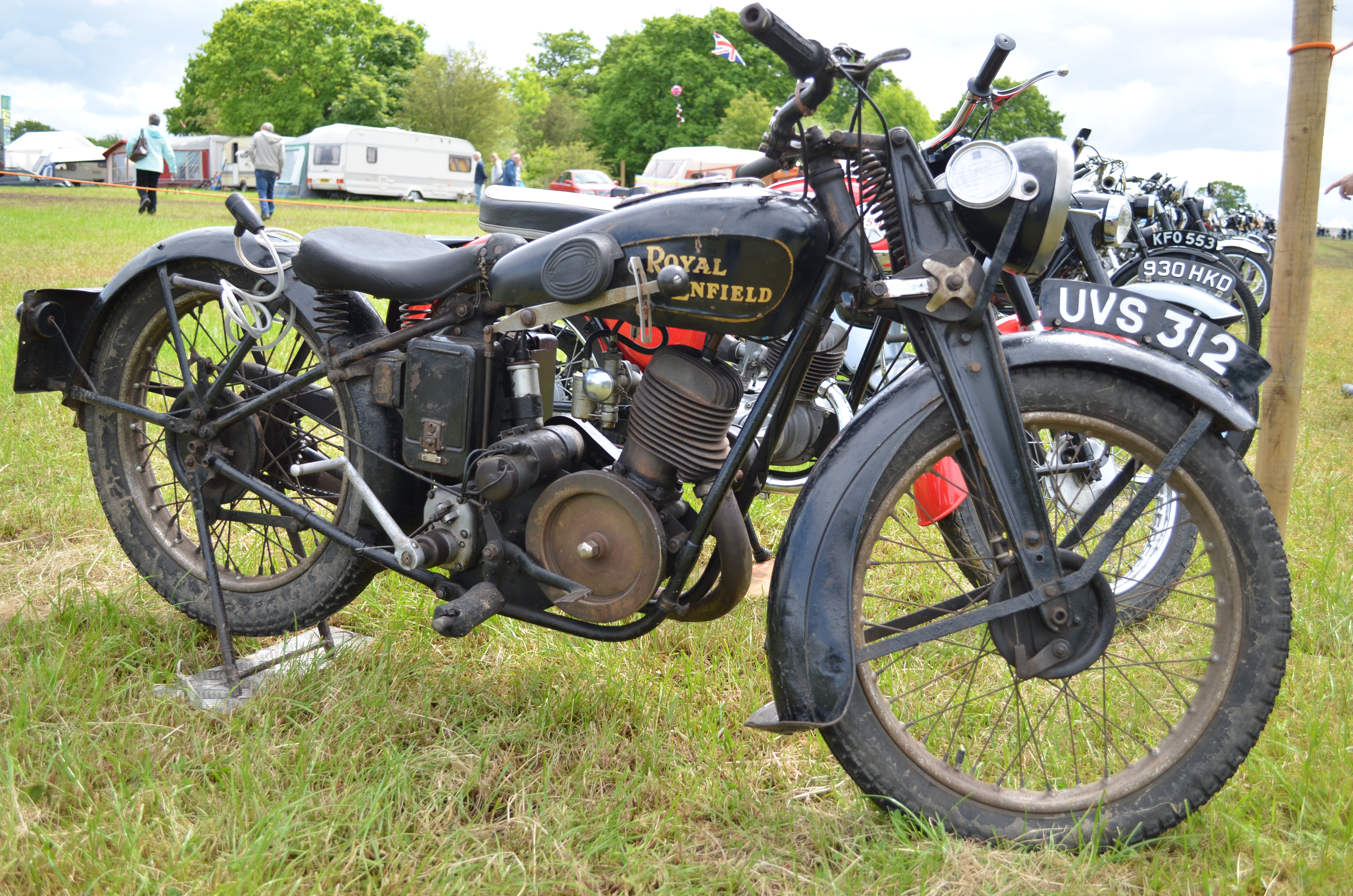
Model A (1934).

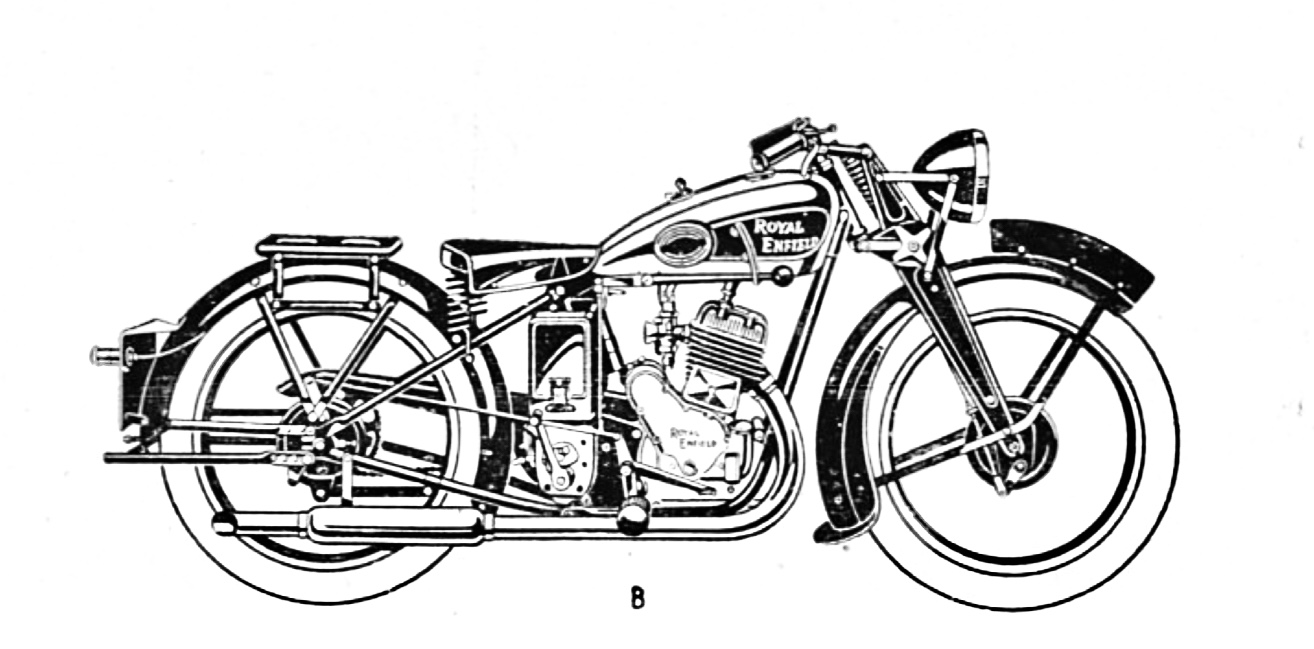
Royal Enfield modèle B.

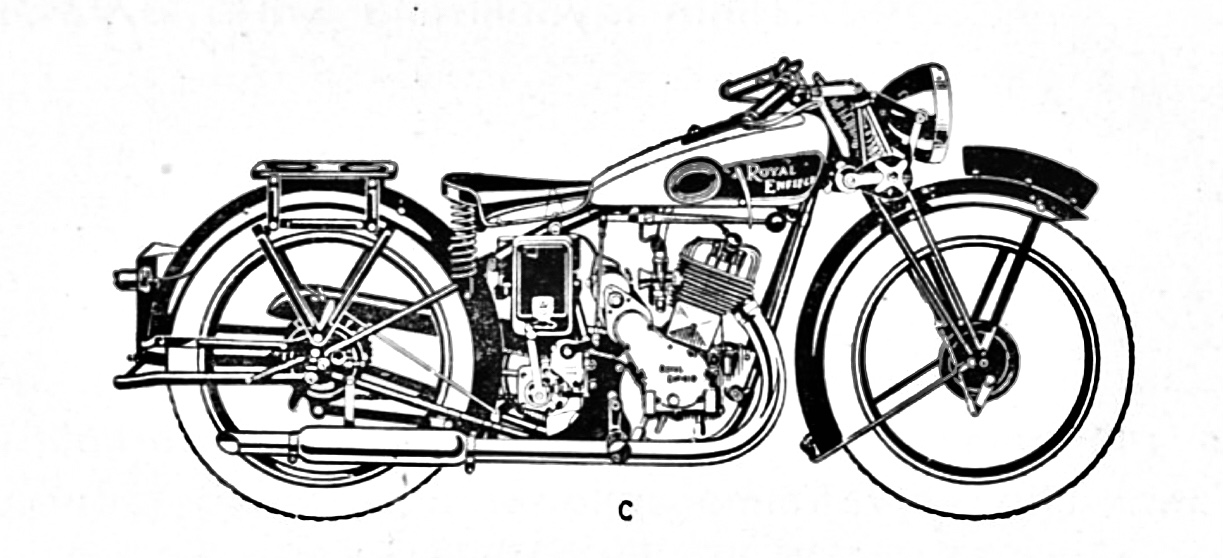
Royal Enfield modèle C.

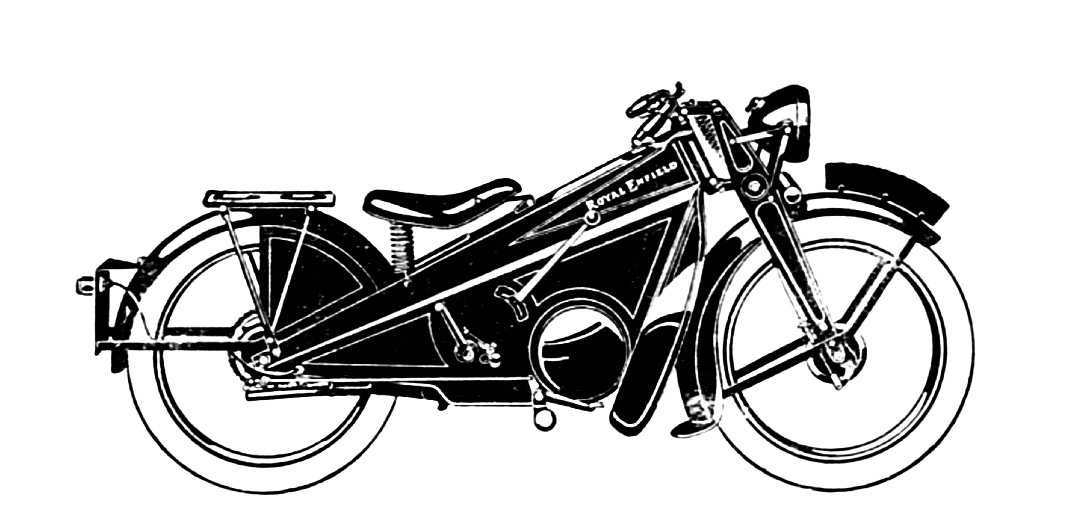
Royal Enfield modèle Z.

En 1930, la gamme Royal Enfield comporte dix modèles, désormais caractérisés par des lettres. Les modèles A (deux-temps 225 cm3), B  (quatre temps 225 cm3), C pour (350 cm3 à soupapes latérales), D (500 cm3 à soupapes latérales), E  (500 cm3 culbuté) et K (980 cm3 bicylindre en V) sont des évolutions des modèles de l'année précédente. Les modèles F et G (350 cm3 à soupapes latérales ou culbuté), ainsi que H et J (500 cm3 à soupapes latérales ou culbuté) sont nouveaux : ils disposent notamment d'un système de lubrification à carter sec. Tous les modèles sont dotés de série d'une boîte à trois vitesses et peuvent être livrés équipés d'un éclairage électrique Lucas. Les moteurs des modèles C, F, G,H et J sont inclinés vers l'avant, disposition qui sera utilisée sur la plupart des monocylindres jusqu'en 1936.
En 1932 apparait le modèle Z, aussi dénommé Cycar. C'est un monocylindre deux temps de 148 cm3 à l'esthétique très reconnaissable, commercialisé à un prix très compétitif : moins de 24 £ pour la version avec éclairage. La même année, les modèles à moteurs culbutés sont équipés d'un changement de vitesses au pied. Et l'appellation Bullet est donnée à trois modèles sportifs dotés de moteurs culbutés poussés et de culasses à double échappement, en 248, 346 et 488 cm3 : ce nom de modèle sera ensuite utilisé continûment par la marque jusqu'au milieu des années 2010.

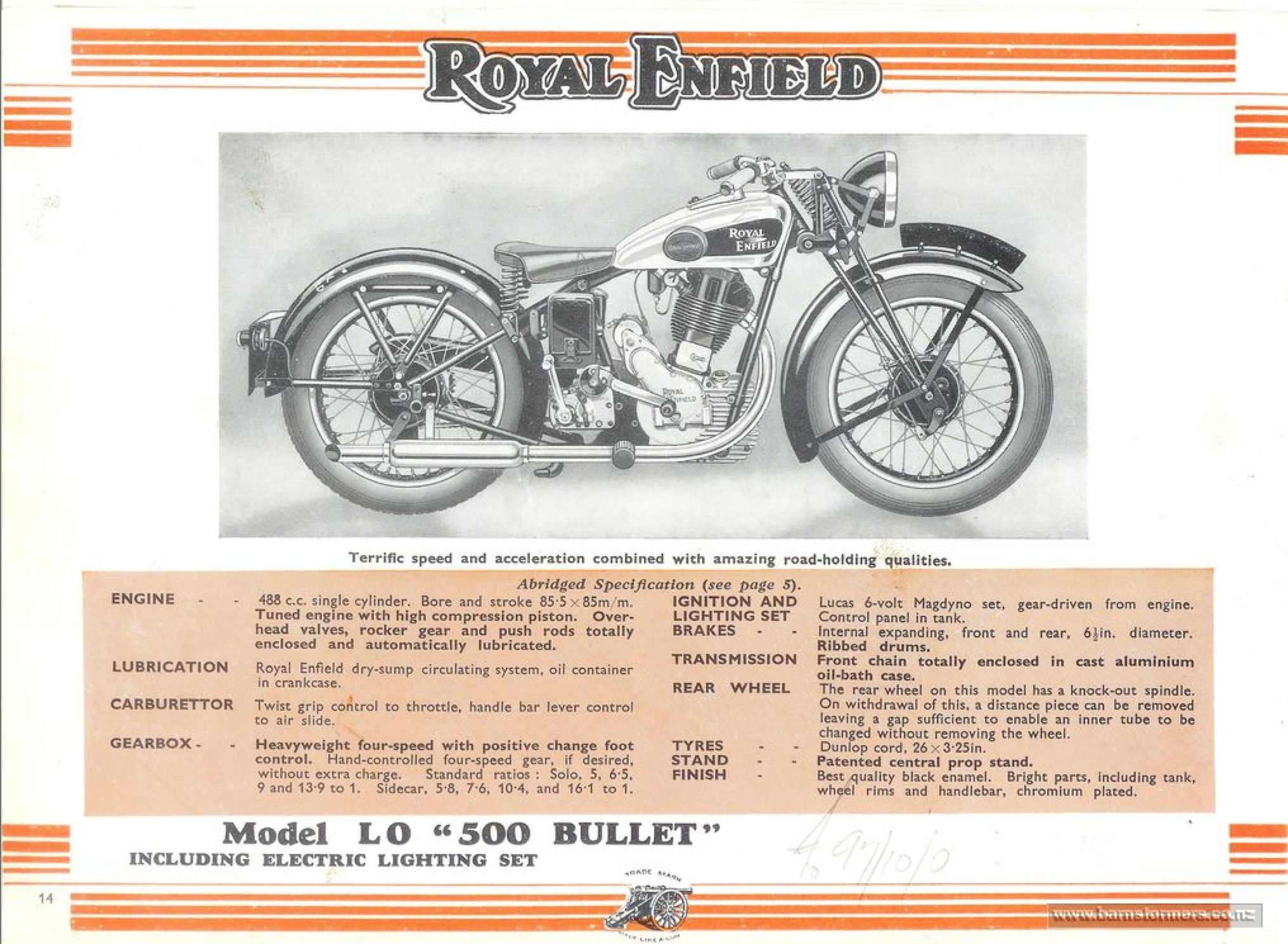
Bullet LO 500 au catalogue de 1935.

Robert W Smith, alors âgé de 77 ans, décède le 6 février 1933. Son fils Franck lui succède comme Directeur général d'Enfield Cycle. Durant cette année, la Bullet 500 est équipée d'un moteur à 4 soupapes.

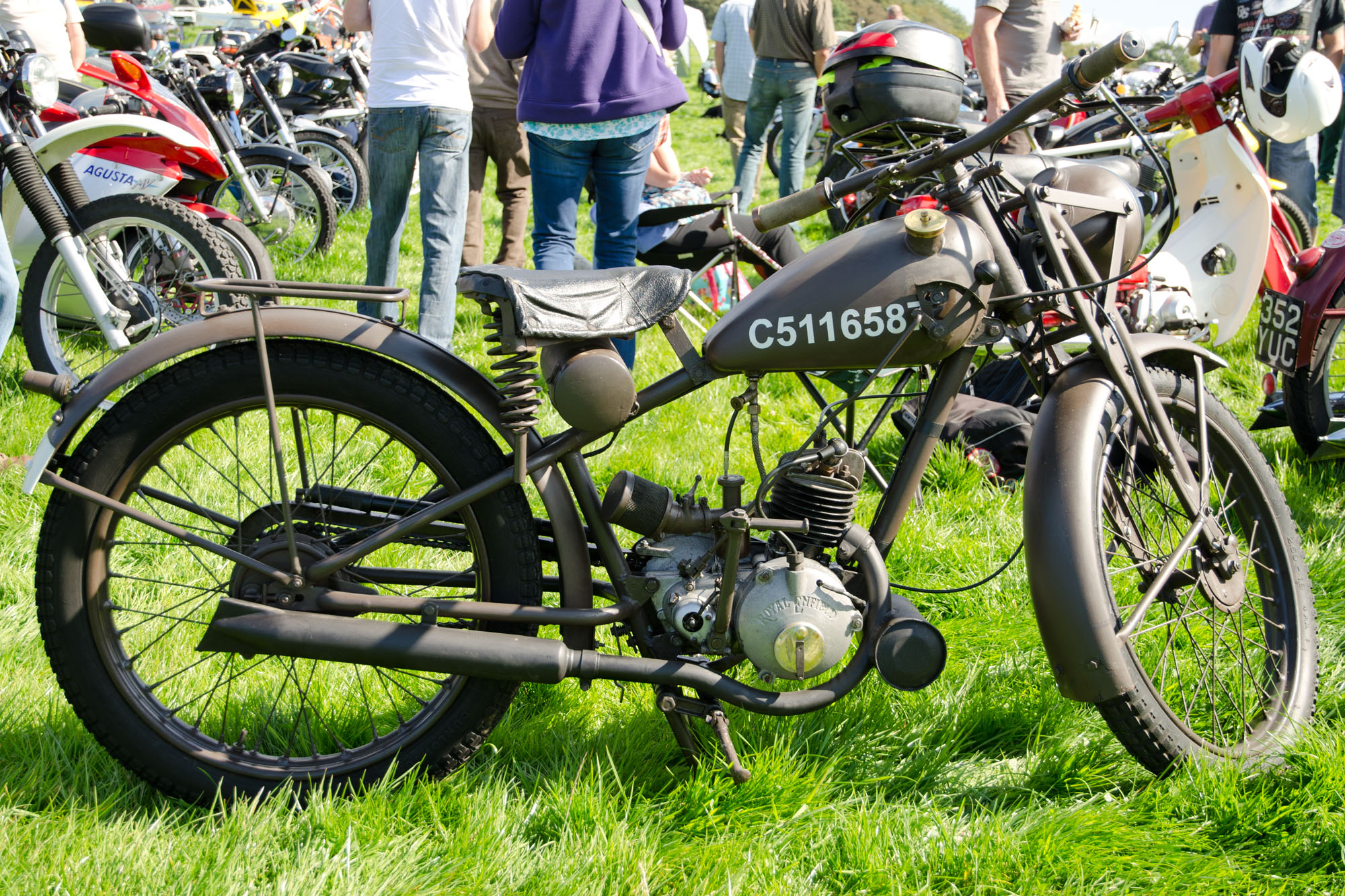
RE "Flying Flea" (1943).

Parmi les autres évolutions apparaissant avant-guerre, on peut noter la généralisation des moteurs à tiges de culbuteurs en tunnel (apparus en 1934 sur le Model T), celle de l'éclairage 6 volts de série (1936) et la motorisation de 1 140 cm3 du modèle K (1937).
Pendant la Seconde Guerre mondiale, Royal Enfield fournit une très grande variété de matériels au forces armées et environ 55 000 motos, dont certains produits dans des usines souterraines créées à cet effet. Parmi les modèles livrés, la CO (350 cm3 culbuté) et un très léger monocylindre deux-temps de 125 cm3 qui avait été annoncé sous le nom de Royal Baby RB125 durant l'année 1939 : surnommée la Flying Flea (« puce volante »), cette motocyclette pouvait être parachutée enfermée dans un berceau en tubes d'acier.

#### 1945-1962
Enfield Cycle, pour échapper aux pénuries frappant l'économie dans l'immédiat après-guerre, rachète aux forces armées des stocks de machines et de pièces inutilisées, ce qui lui permet d'annoncer dès novembre 1945 un catalogue de trois modèles : le RE, modèle civil dérivé de la Flying Flea, le G (350 cm3 culbuté) et le J (500 cm3 culbuté) . Les modèles G et J sont dotés d'une fourche télescopique à amortissement hydraulique, une première pour Royal Enfield.
Fin 1948, Enfield annonce la sortie d'un tout nouveau modèle, la 500 Twin, équipée, pour la première fois chez Enfield, d'un moteur bicylindre en ligne. La Twin est en outre dotée d'un cadre entièrement suspendu avec une fourche télescopique à l'avant, et un bras oscillant avec deux amortisseurs à l'arrière, ce qui en fait une des motos les plus modernes de son époque.
Les Royal Enfield commercialisées ensuite jusqu'au début des années 1960 constituent quatre familles : monocylindres deux temps, monocylindres de 350 et 500 cm3, bicylindres en ligne de 500 et 700 cm3, et monocylindres de 250 cm3.

##### Monocylindres deux-temps: RE, Ensign et Prince

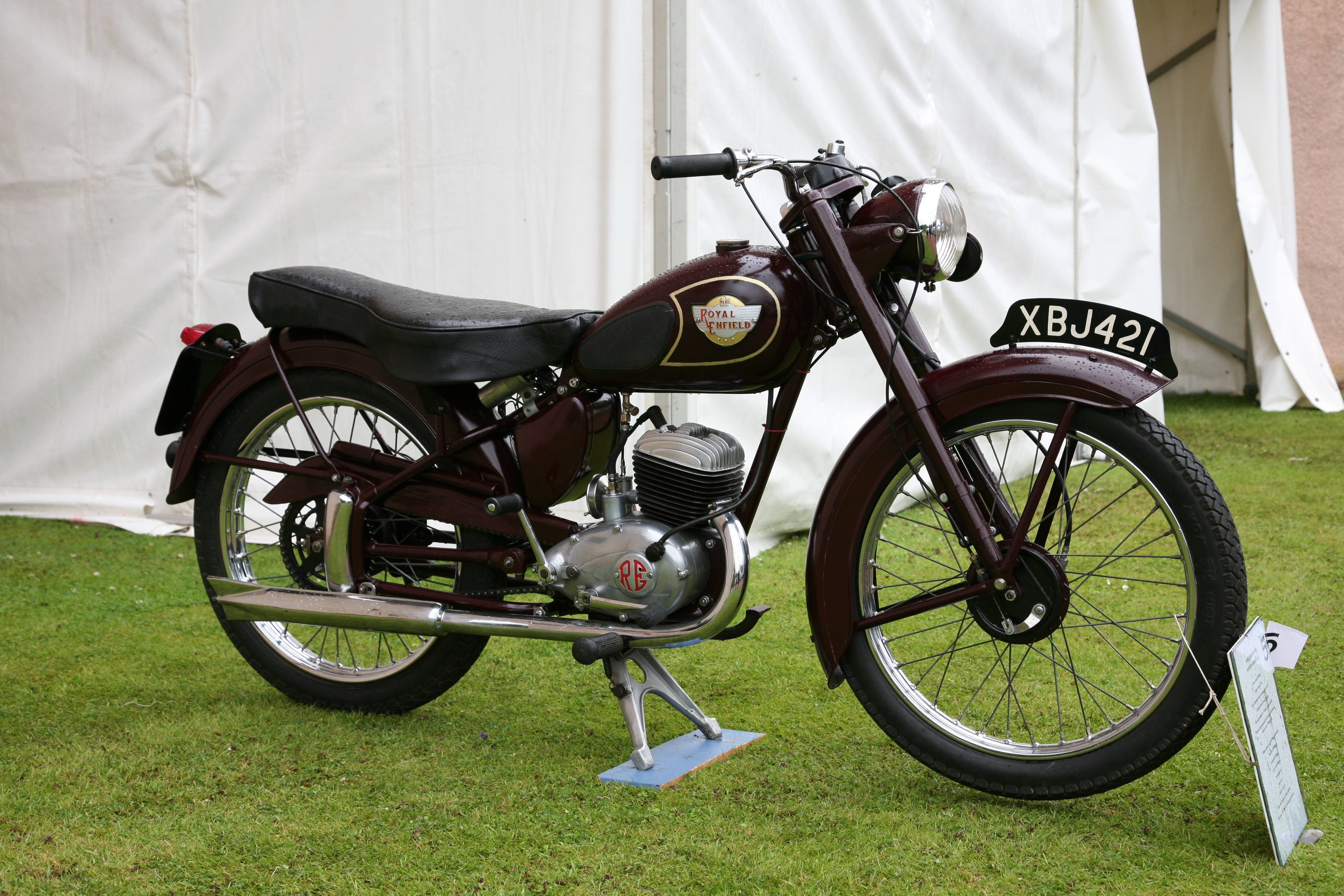
Ensign (vers 1960).

Début 1938, la société de Rotterdam Stockvis et Zonen qui importait aux Pays-Bas la DKW RT98, un monocylindre deux-temps léger très demandé, avait vu sa licence supprimée par les nazis car leurs dirigeants étaient juifs. Ceux-ci demandent à Royal Enfield d'en construire une réplique dont la cylindrée serait portée à 125 cm3. Cette moto, la Royal Baby RB125 était prête à leur être livrée mi-1939 mais la guerre éclate, empêchant toute exportation depuis l'Angleterre. La Baby, adaptée dès 1939 aux spécifications militaires, devient la Flying Flea. Après-guerre, Royal Enfield la lance sur le marché civil sous l'appellation RE. À partir du début des années 1950, une version plus puissante et mieux équipée apparait. Dénommée Ensign ou Prince, elle est dotée d'un monocylindre deux-temps de 148 cm3 et d'un cadre entièrement suspendu. Elle sera commercialisée jusqu'en 1962.

##### Gros monocylindres quatre temps: les Bullet 350 et 500

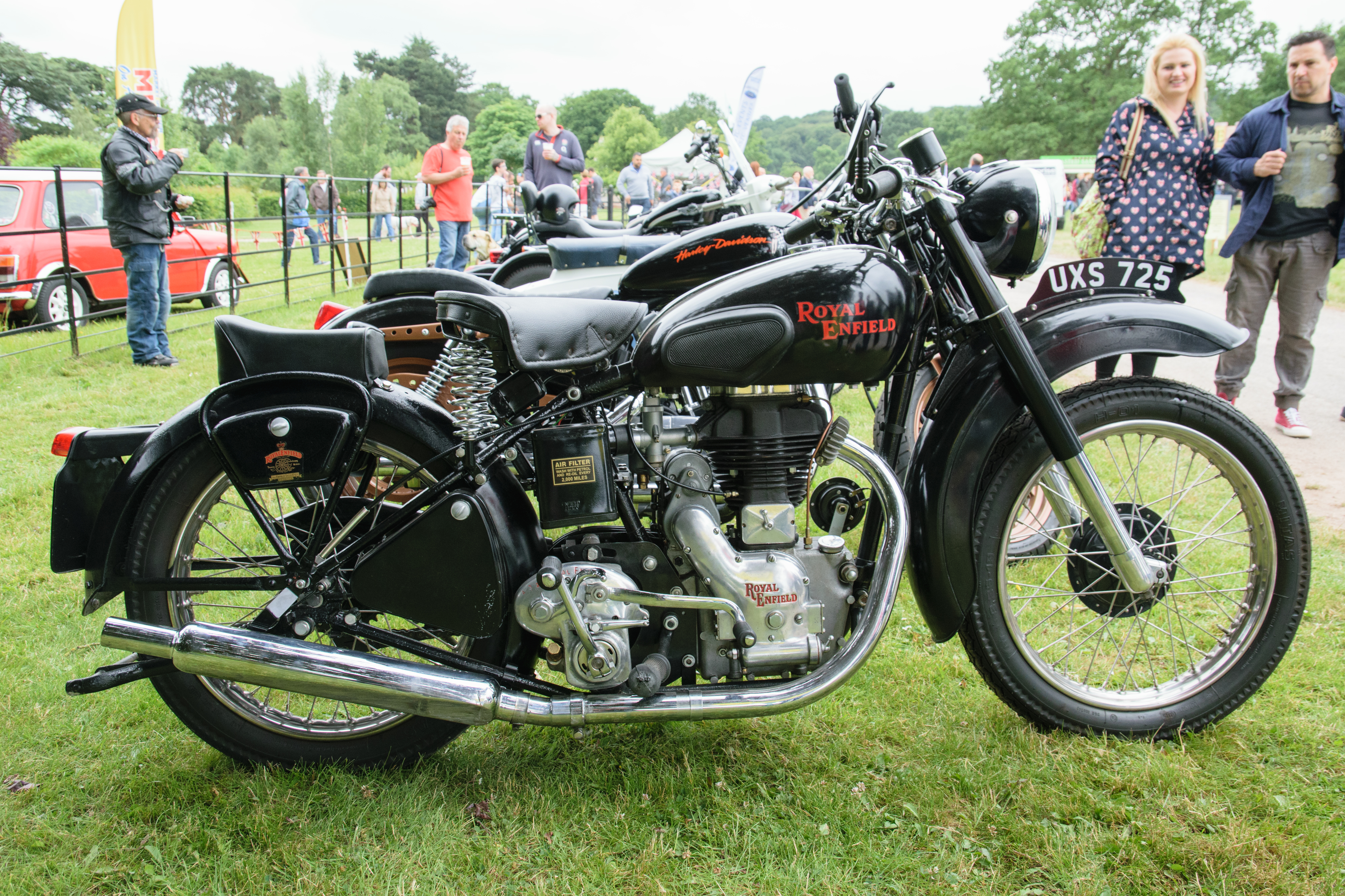
Bullet G2 350 (1951).

Le modèle le plus renommé de la marque durant les années 1950 est un monocylindre culbuté de 346 cm3, la Bullet G2 350, mise sur le marché en 1948. Le moteur de la G2 incorpore de nombreuses pièces en aluminium, et sa boîte à quatre rapports participe à la rigidité du cadre à simple berceau interrompu. Cette conception compacte sera réutilisée dans les futurs bicylindres de la marque, qui reprendront aussi sa partie cycle entièrement suspendue avec bras oscillant. L'ensemble moteur et transmission de la Bullet 350, initialement conçue pour la compétition, est particulièrement léger : la G2 pèse ainsi 13 kg de moins que la 350 AMC suspendue et près de 27 kg de moins que la BSA B31 qui ne sortira qu'en 1956.
La Bullet est déclinée, à partir de 1952, dans une version de 498 cm3, la Bullet JS 500.
Les deux Bullet, produites à Redditch jusqu'en 1962, sont commercialisées en versions routières et en versions tout-terrain ('"Trials", "Scrambles" et "Moto-Cross"). Durant les années 1950, elles remportent de nombreuses victoires en enduro, tant en individuel (Scottish, British Expert) qu'en équipe dans les ISDT.
Les Bulllet bénéficient de plusieurs modifications durant la période, notamment en 1955, avec un double frein avant à tambour et le remplacement du T supérieur de fourche par une « casquette », pièce de fonderie en alliage léger incorporant le cuvelage de phare et l'instrumentation, et en 1956, où elles sont dotées d'un allumage par alternateur et d'un cadre plus léger.

##### Bicylindres en ligne: 500 Twin, Meteor, Constellation
Le premier bicylindre en ligne de la marque, la 500 Twin, apparait au catalogue de 1949. Conçue en réponse à la Triumph Speed Twin, c'est une routière de puissance moyenne (25 ch), qui sera commercialisée jusqu'en 1958. Son moteur de 498 cm3 à un seul carburateur s'inspire de celui du modèle 250 d'avant-guerre, avec cylindres en fonte et culasses en aluminium. La Twin reprend des solutions présentes sur de précédents modèles comme le carter sec ou la boite de vitesses boulonnée sur le bas-moteur, ainsi que le cadre entièrement suspendu apparu l'année précédente sur la Bullet 350.

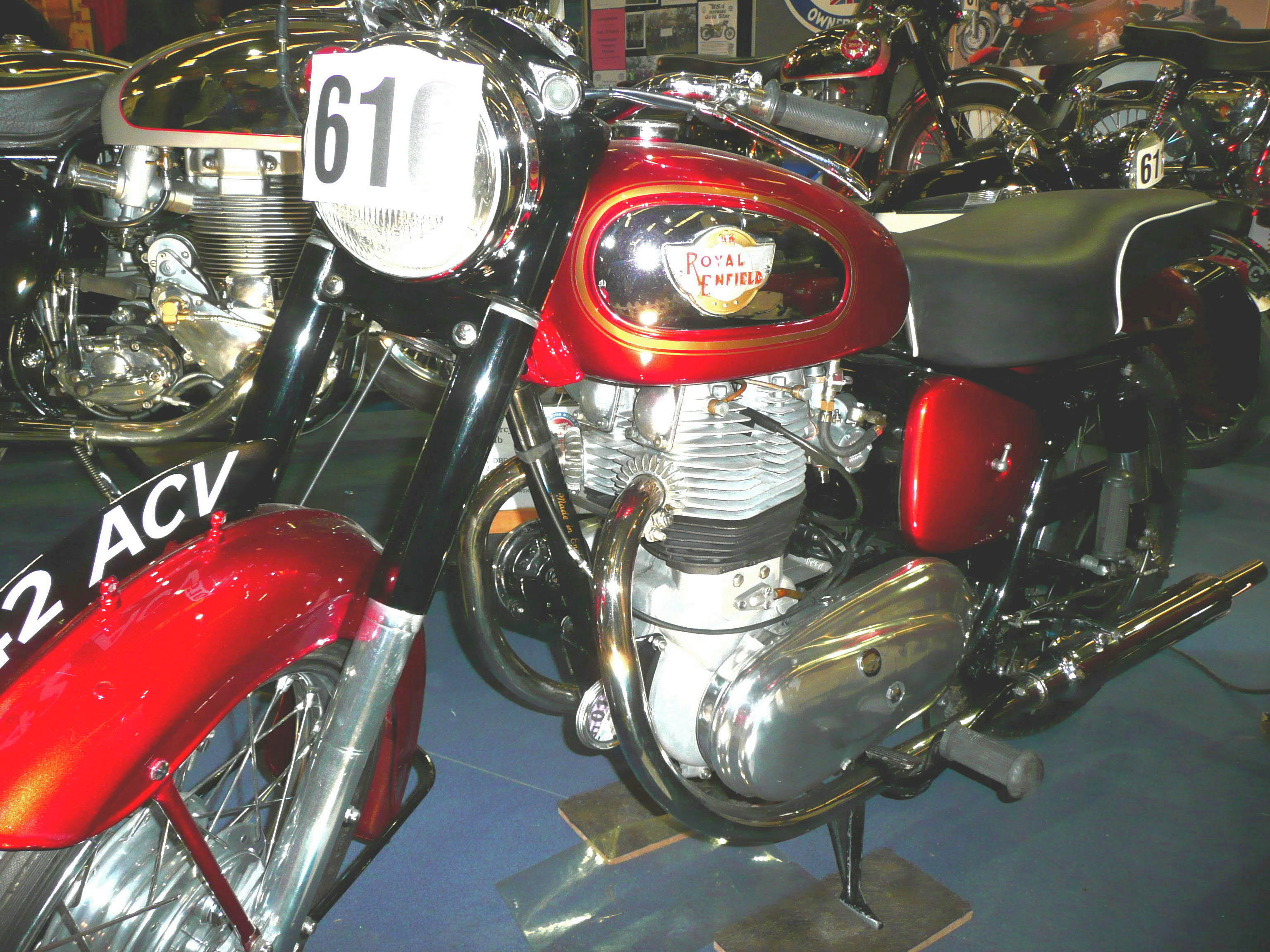
Super Meteor (1957).

Enfield met un deuxième bicylindre en ligne à son catalogue de 1953 : la Meteor, dont le moteur de 692 cm3 /34 ch est dérivé de celui de la Twin. La Meteor est dotée d'un double frein avant à tambour, et proposée avec deux boîtes de vitesses différentes selon l'usage (solo ou attelé) désiré. Elle est remplacée en 1956 par la Super Meteor, au moteur de même cylindrée mais délivrant 40 ch et monté dans un nouveau cadre avec une suspension arrière améliorée. La Super Meteor sera commercialisée jusqu'en 1962.
En 1958, Royal Enfield lance la Constellation 700, un modèle à vocation sportive au moteur bicylindre de 698 cm3/51,5 ch qui connaitra plusieurs problèmes de fiabilité. Dotée initialement d'un unique carburateur Amal, elle passe fin 1959 à deux carburateurs monoblocs lui assurant de meilleures performances. Fin 1962, elle revient à une configuration à un seul carburateur avec un moteur ramené à 40 ch. 1963 est sa dernière année de commercialisation.
La Meteor Minor, qui succède à la 500 Twin en 1959, reprend la partie cycle de la Crusader et ressemble à une Constellation réduite. Son moteur de 498 cm3 a les cotes que celui de la Crusader (70 × 64,4 mm). La solidité de son embiellage combinée à la réduction de la course de ses pistons en font une moto très vive et très fiable. Elle est déclinée en modèles Standard, De Luxe, Sports et Sports Twin jusqu'en 1963, dernière année de sa production.

##### Monocylindres 250: Crusader, Super 5

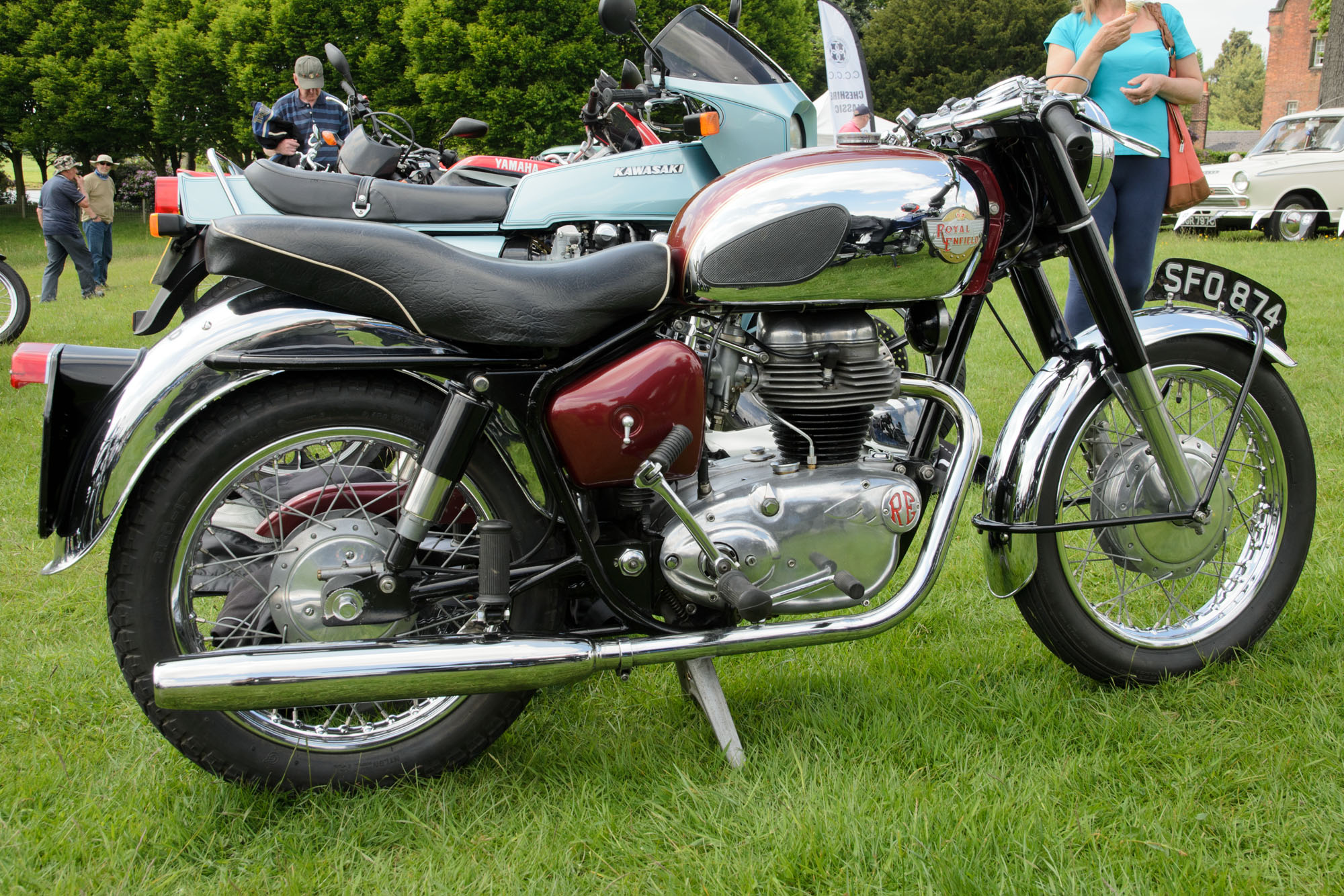
Crusader 250 (1959).

En 1956 apparait la Crusader, avec un tout nouveau moteur monocylindre culbuté de 248 cm3. Ce moteur, doté d'une boîte de vitesses intégrée, a été conçu pour être très facile à entretenir. Sa puissance, de 13 ch initialement, augmentera jusqu'à dépasser 20 ch sur les derniers exemplaires produits.
La Crusader est équipée du nouveau cadre de la marque et de roues de 17 ". Elle est le premier modèle d'une famille de monocylindres 250 qui sera commercialisée jusqu'au milieu des années 1960 . Une version Sports est lancée en 1958, affichant une vitesse de 127 km/h. Et en 1962 apparait la Super 5, première moto anglaise de série dotée d'une boîte à cinq rapports,
Des versions spécifiques de 250, équipées de fourches modifiées et produites à très peu d'exemplaires, sont engagées en compétitions de trial et de cross durant les années 1960.
```
                               
Des Royal Enfield déguisées en Indian aux États-Unis (1955-1959)
```

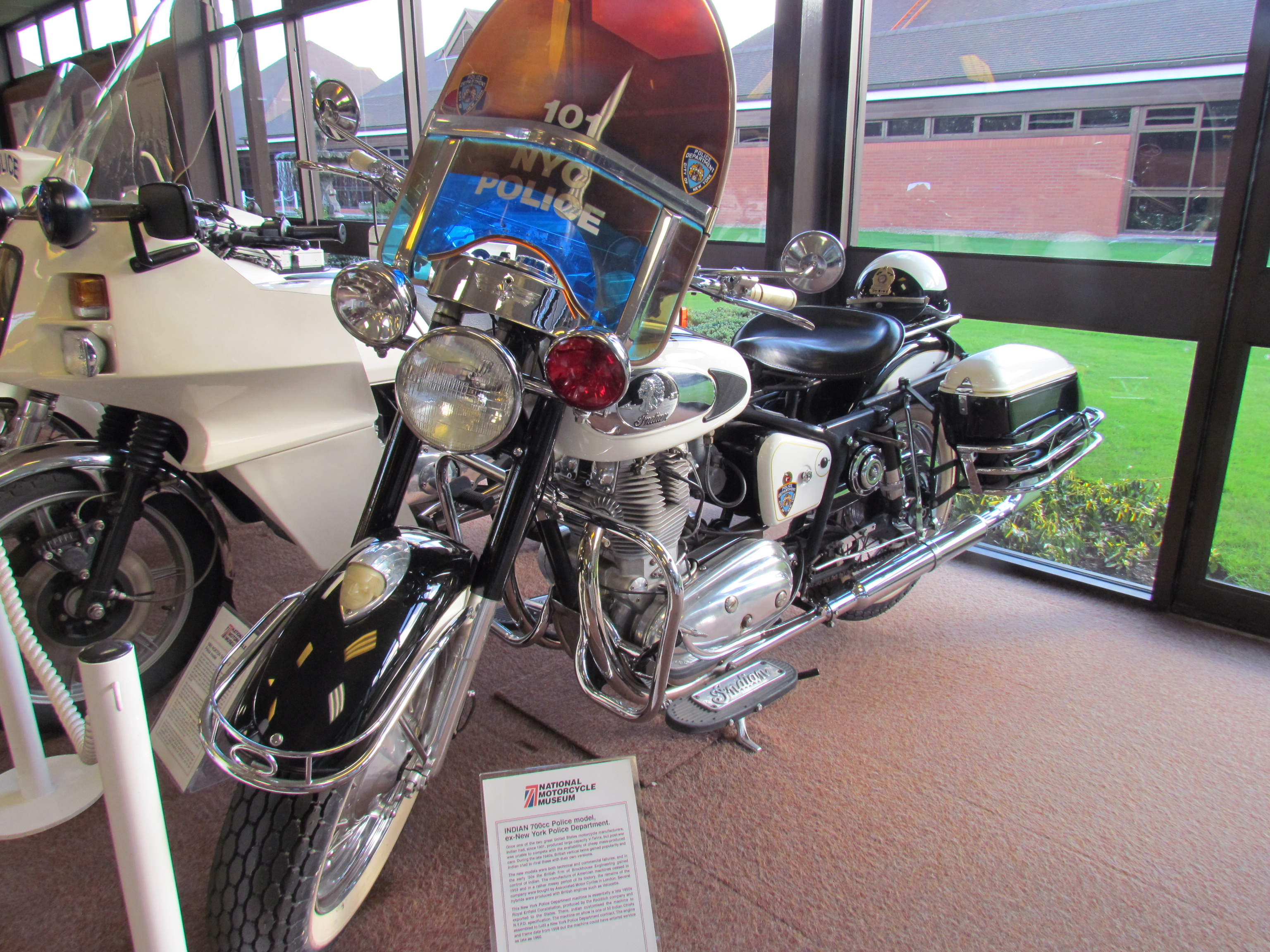
Indian Chief en version Police (1958).

En 1954, la société britannique Brockhouse rachète le nom de marque Indian et son réseau commercial américain, puis décide d'importer aux États-Unis des Royal Enfield légèrement modifiées, qui seront rebaptisées et vendues sous la marque Indian de 1955 à 1959.
L'Ensign devient ainsi la Lance, la Crusader la Fire Arrow et la Hound Arrow, la Bullet JS, la Woodsman et la Westerner, la 500 Twin la Tomahawk, la Meteor 700 la Trailblazzer, et un modèle dérivé de la Super Meteor est baptisé Apache. En 1958 sort une Super Meteor dotée de roues de 16" à gros pneus baptisée Chief dont une cinquantaine d'exemplaires fut achetée par le New York City Police Department. Tous ces modèles arborent le sigle Indian à tête d'Indien sur leur réservoir.

### 1963-1970: le déclin puis la chute
Dès le tout début des années 1960, des signes inquiétants pour les marques européennes apparaissent : la concurrence japonaise se déploie en Europe et aux États-Unis, et l'industrie automobile produit en très grande série des véhicules populaires.

Honda, notamment, exporte déjà vers l'Europe et les États-Unis son Super Cub (50 cm3) ainsi que ses bicylindres C71 Dream (250 cm3 avec démarreur électrique) et C92 Benly (125 cm3 avec démarreur électrique), remarqués pour leur niveau de performances et d'équipements, ainsi que pour leur prix compétitif. Royal Enfield, déjà largement distancé, en termes de volumes de production, par d'autres constructeurs comme BSA ou Triumph, voit ses modèles d'entrée de gamme (Prince) et même ses récents monocylindres 250 menacés par cette offre japonaise.

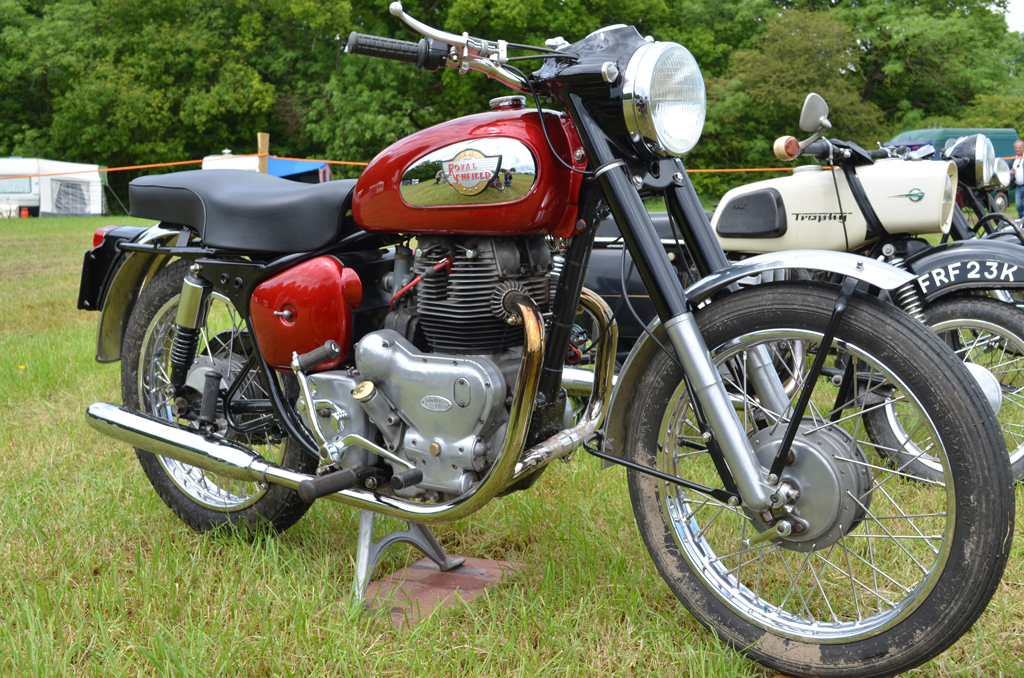
Interceptor 750 (1965).

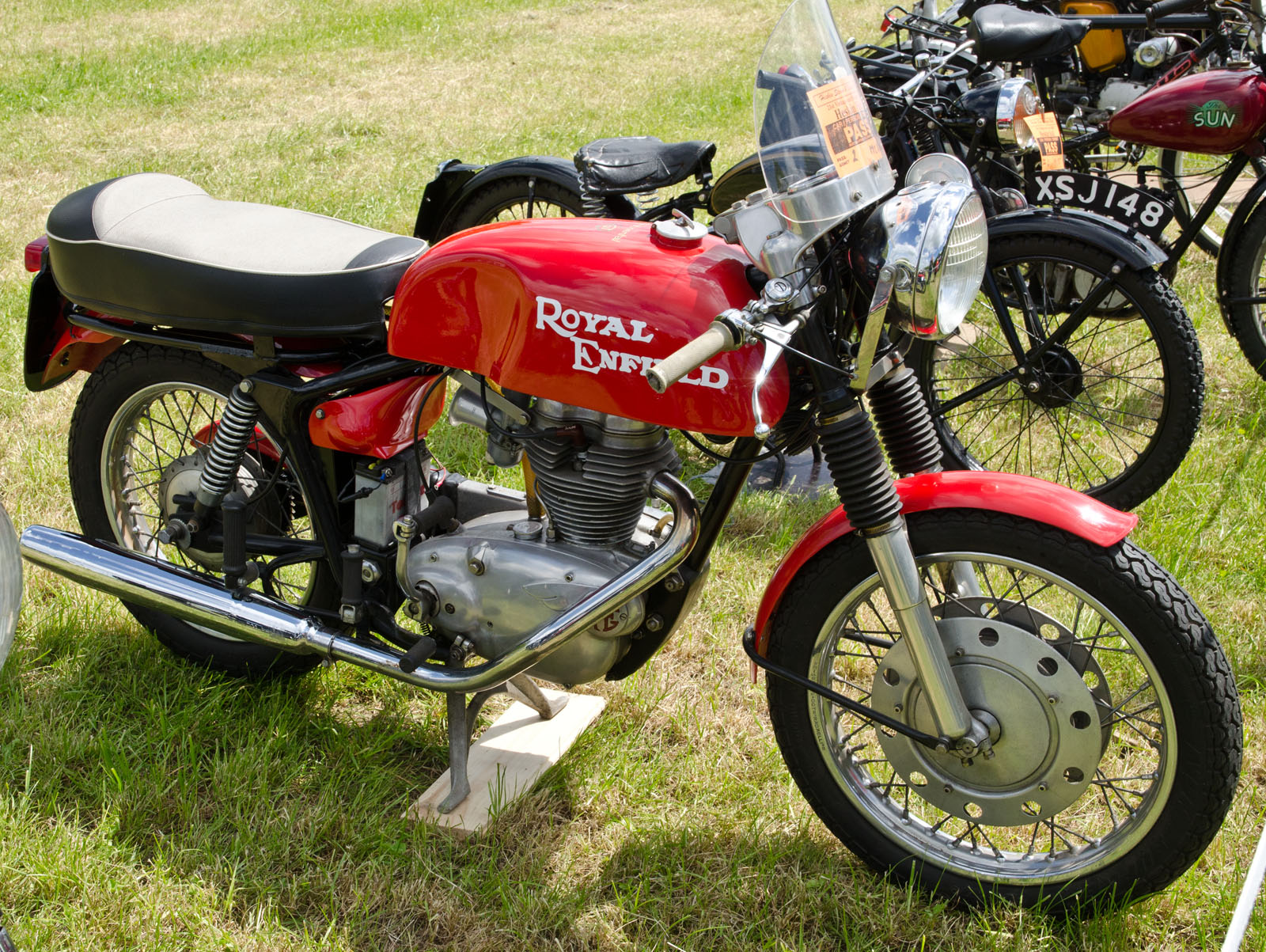
Continental GT 250 (1967).

Dans ce contexte, le décès du major Franck Smith, en avril 1962, incite les actionnaires d'Enfield Cycle à vendre la société au groupe E & HP Smith Ltd.
La nouvelle direction décide de rationaliser la gamme et de la moderniser. Le catalogue de 1963 compte seulement 9 modèles, tous à quatre temps, mais avec trois nouveautés : 
- l'Interceptor 750 : initialement développée pour le marché américain, c'est le plus gros twin britannique. Elle inaugure une famille de modèles bicylindres de 736 cm3 à deux carburateurs qui seront produits jusqu'en 1970. Leur moteur est dérivé de celui de la Constellation mais offre une fiabilité et une souplesse bien supérieures. La version initiale S1 de 52,5 ch, sera déclinée sur le marché américain en versions Sports et Scrambler, et une version S2 sort en 1969.
- la Continental 250, monocylindre dérivé de la Super 5. Ce modèle de 20 ch à vocation sportive sera décliné à partir de 1965 en une version encore plus sportive, la Continental GT, équipée d'un guidon bracelet et créditée d'une vitesse de pointe proche de 140 km/h.
- la Bullet 350, qui reprend l'esthétique de la Crusader.

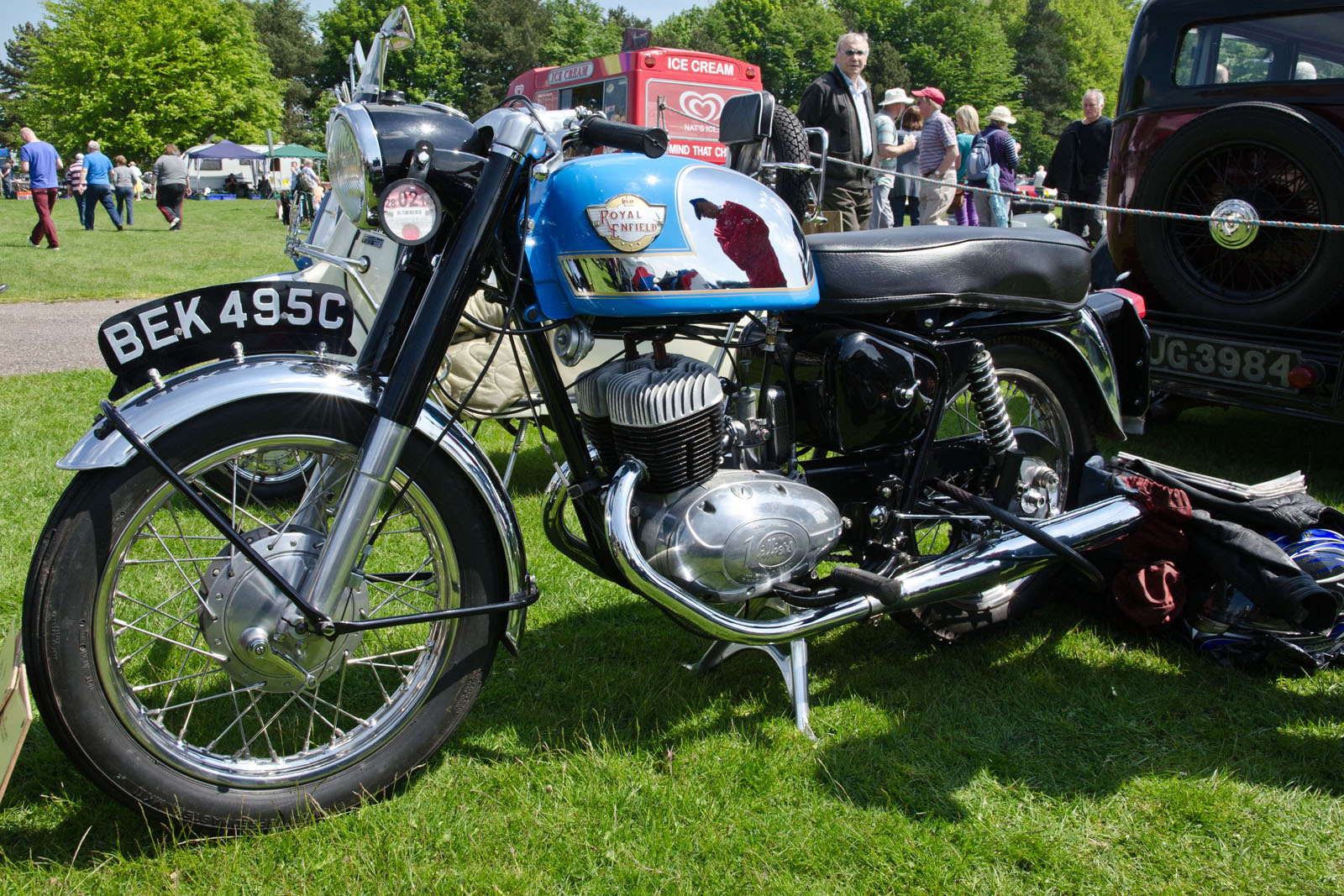
Turbo-Twin 250 Sports (1965).

La marque revient en 1964 au deux-temps avec la Turbo-Twin. Ce modèle très silencieux est équipé d'un bicylindre Villers de 249 cm3 / 17 ch à un seul carburateur. Il est décliné en une version Sports en 1965.
Ces nouveaux modèles ne suffisent pas à relancer la marque et le catalogue Royal Enfield ne comporte que six modèles en 1964 puis quatre seulement en 1966 : Turbo-Twin 250, Crusader 250, Bullet 350 et Interceptor 750.
En 1967, E & HP Smith vend Enfield à Norton-Villiers, alors détenu par le groupe financier Manganese-Bronze. L'activité de production de pièces détachées est vendue à Velocette.
Aux termes de ces ventes, E & HP Smith avait conservé le droit de construire des Royal Enfield Interceptor ainsi que la société Enfield Precision Engineers et son usine souterraine située à Bradford-upon-Avon. C'est dans cette usine que seront fabriquées les dernières Royal Enfield britanniques : Enfield Precision y produit des Interceptor jusqu'en 1970, sous-traitant la fabrication des cadres à Velocette, la commercialisation pour l'étranger à P. Mitchell & Co et celle pour le marché britannique à Elite Motors.
```
                               
Indian 750 et Rickman Metisse 750
```

Deux éphémères aventures industrielles ont concerné les moteurs de l'Interceptor S2 entre 1968 et 1972.

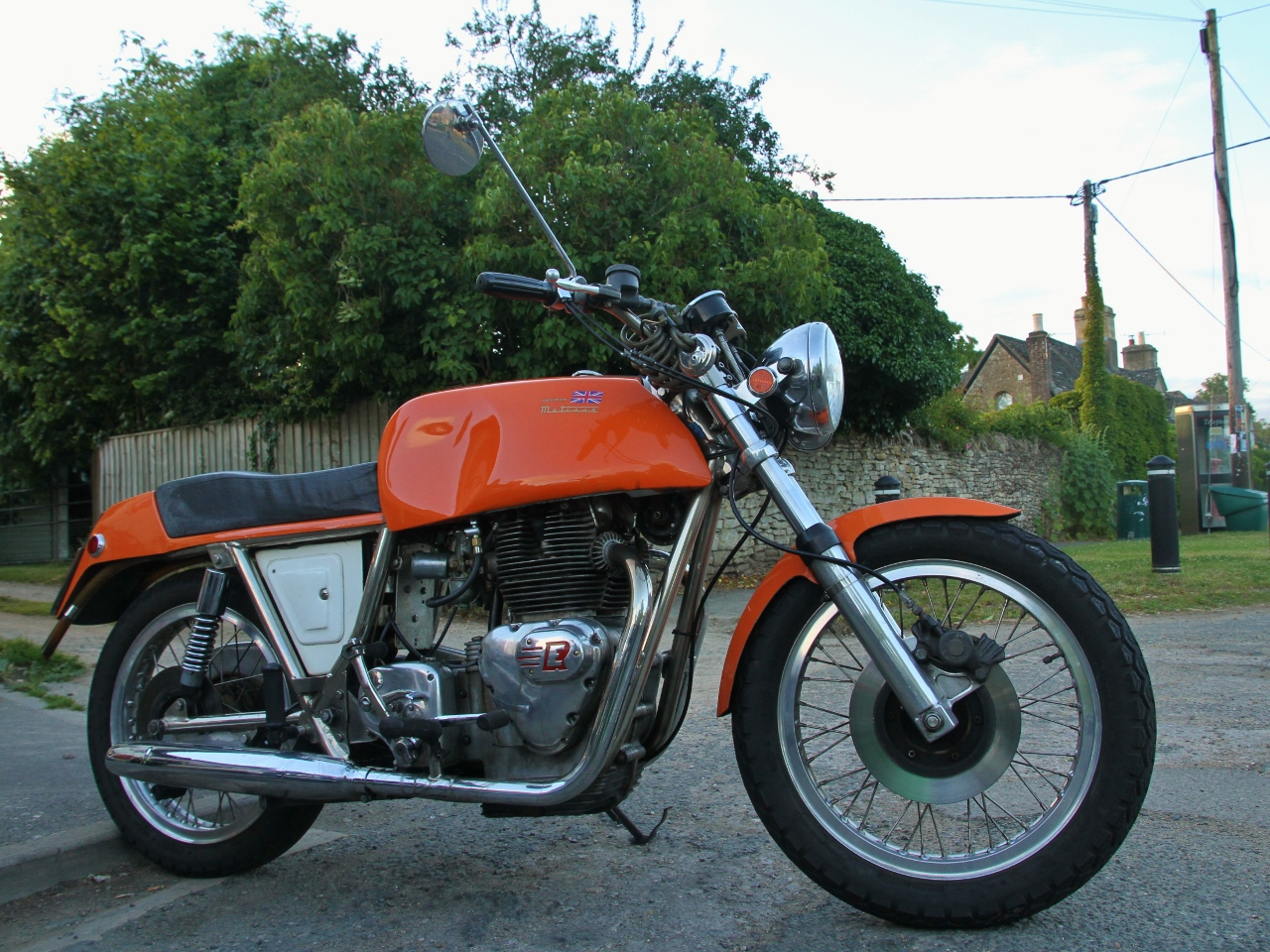
Rickman Metisse 750 à moteur Royal Enfield S2 (1970).

En 1968, Floyd Clymer, un entrepreneur américain et ancien pilote de compétition, contacte Mitchell & Co pour acheter des moteurs destinés à équiper une gamme de motos qu'il projette de commercialiser aux États-Unis sous la marque Indian, dont il a acheté les droits. Clymer choisit le bicylindre 750 S2 de Royal Enfield. Il demande à Italjet de lui fournir la partie-cycle et de réaliser l'assemblage final des machines. Les premières motos sont produites en 1969 mais le décès de Clymer, en janvier 1970, met fin au projet.

Mitchell se retrouve avec une centaine de moteurs S2 invendus. Un accord est trouvé pour les fournir aux frères Don et Derek Rickman qui construisent déjà des motos, vendues sous la marque Metisse, en mettant dans leurs propres parties-cycles des moteurs Triumph, BSA et Matchless. Environ cent trente machines, avec un moteur d'Interceptor S2 et dotées de freins avant et arrière à disque, sortent des ateliers Rickman entre avril 1970 et janvier 1972. Cette petite série reste sans suite car les droits de fabrication et le nom « Royal Enfield » avaient été rachetés par Matt Holder, PDG d'Aerco Jig & Tool.
Enfield Precision abandonne la construction de l'Interceptor en juin 1970 pour se concentrer sur des contrats signés avec le Ministère de la Défense : c'est la fin de la fabrication de motos Royal Enfield en Grande-Bretagne. Les deux grandes usines de Hunt End et d'Hewel Road ont aujourd'hui presque complètement disparu :  le site de Hunt End est maintenant un lotissement commercial en bordure d'Enfield Road et les installations au cœur de Redditch, Hewel Road, qui couvraient près de 10 ha, sont devenues une zone d'activités, le Royal Enfield Business Park, où sont installées de nombreuses PME et PMI.

## Résurrection en Inde

### Enfield survit en Inde

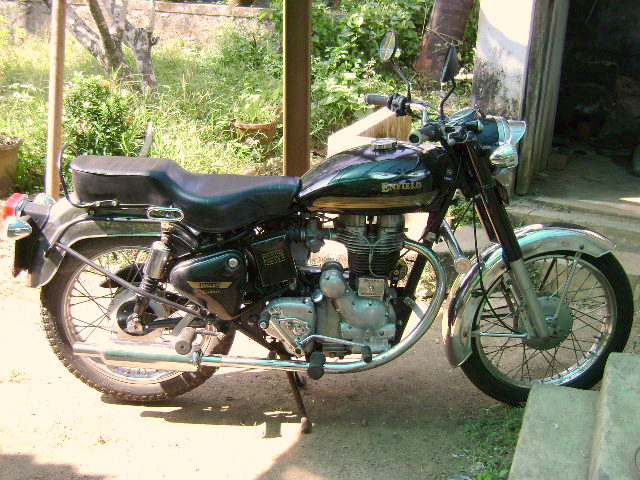
Enfield 350 (1975).

L'Inde, devenue indépendante en 1947, veut équiper ses forces armées de motocyclettes robustes, légères et faciles à entretenir. La Bullet 350 G2 est choisie, notamment en raison des qualités qu'elle démontre en tout-terrain. 800 machines sont commandées en 1954 à la société indienne Madras Motors qui importe des Royal Enfield depuis 1949. La société Enfield India Ltd, dont les actionnaires sont Enfield Cycle et Madras Motors, est créée en 1956 pour développer la fabrication locale et assurer l'assemblage final,. La 350 ainsi construite a les caractéristiques de la Bullet G2 anglaise. Au début des années 1970, la production d'Enfield India, commercialisée sous son nom, est d'environ 25 000 machines par an, destinées essentiellement aux forces de sécurité indiennes et à l'exportation vers l'Afrique.

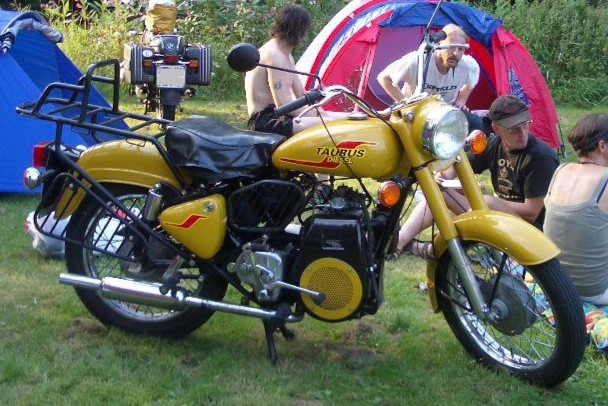
Taurus diesel (vers 1993).

En 1977, Enfield India commence à exporter vers l'Europe sa 350 sous l'appellation 350 Madras dans une version de 18 ch équipée d'une boîte à quatre rapports.
La marque se diversifie vers les petites cylindrées deux-temps avec des modèles dérivés de ceux de l'allemand Zundapp, comme les 50 cm3 Explorer et Silver Plus, ou le Fury de 175 cm3.
En 1989, la gamme est complétée par un modèle de Bullet de 500 cm3 qui est commercialisé en trois versions : Classic, De Luxe et Superstar. Et la marque innove en 1993 avec la Taurus, équipée d'un moteur diesel monocylindre de 325 cm3/6,5 ch,.

### Royal Enfield renait (1995-)
En 1994, le groupe indien Eicher, un important groupe industriel actif dans la fabrication de tracteurs et de véhicules utilitaires, rachète Enfield India, alors en difficulté.
Eicher rebaptise Enfield India en Royal Enfield Motors Ltd et, après une longue bataille judiciaire, se voit confirmer le droit d'utiliser la marque Royal Enfield. Tous les modèles, sauf les Bullet, sont abandonnés et la marque se concentre sur la production de monocylindres à quatre-temps de moyenne cylindrée.

#### Années 2000: rattrapage technologique

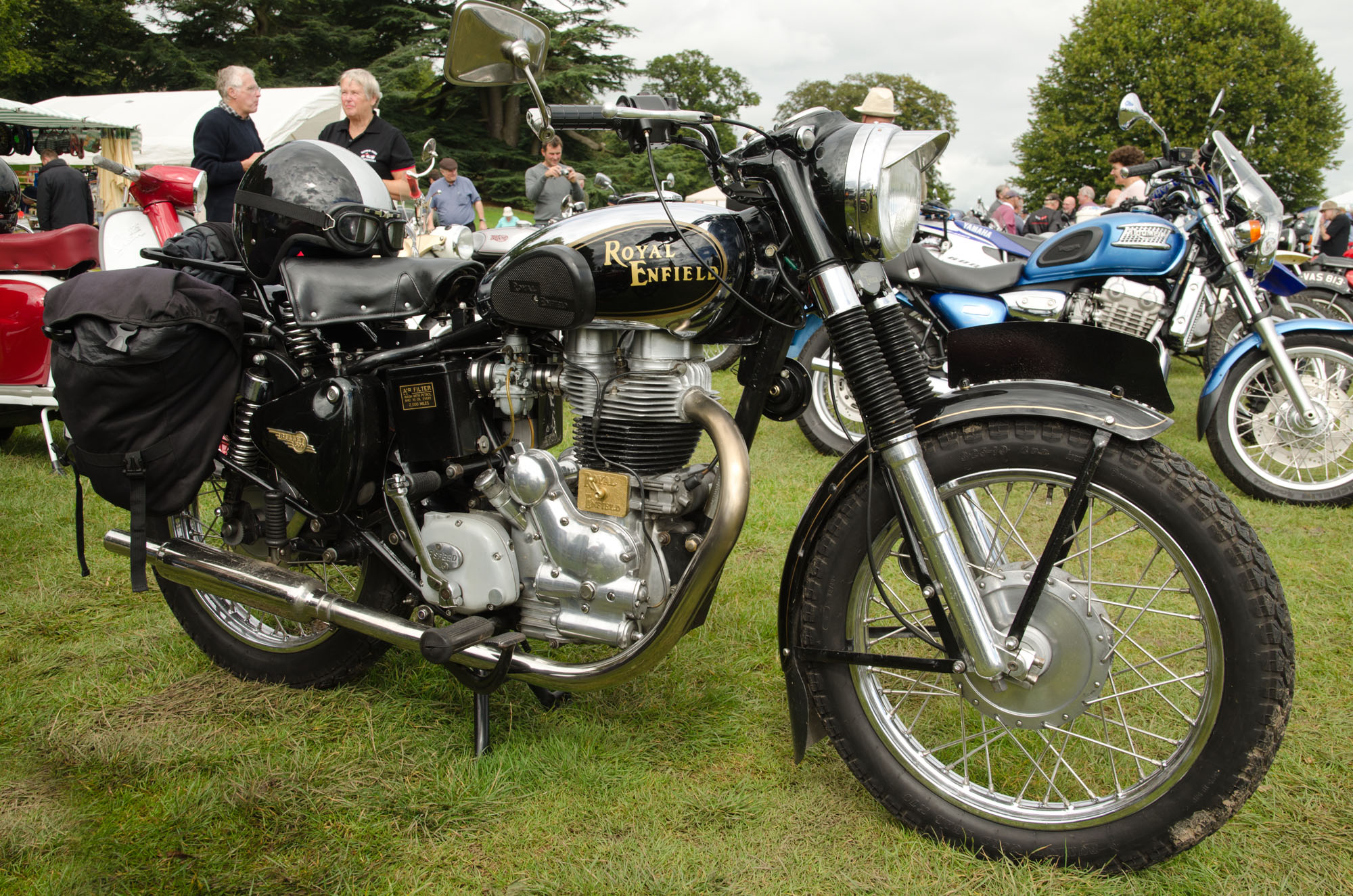
Bullet Sixty 5 (2003).

L'offre de la « nouvelle » marque Royal Enfield évolue sensiblement durant les années 2000, reflétant l'ambition du groupe Eicher d'en faire une marque mondiale. Les modèles Bullet suivants, tous monocylindres 500 cm3 et pour la plupart destinés à l'exportation vers les pays développés, illustrent cette évolution:
- la Sixty 5, produite de 2000 à 2006, conserve le moteur en fonte hérité des années 1950 produisant 22 ch mais elle est dotée d'une boîte à cinq rapports et d'un démarreur électrique[n 38].

- l'ElectraX  (2004-2008) est dotée d'un cylindre en aluminium, d'un allumage électronique et d'un frein avant à disque.
- la 500 EFI, à partir de 2008, reçoit un nouveau moteur entièrement en aluminium à boîte de vitesses intégrée (UCE) alimenté par injection qui lui permet de respecter la norme Euro3.
- la Classic, à partir de 2009, adopte une esthétique très proche de celle des Bullet des années 1950/1960.

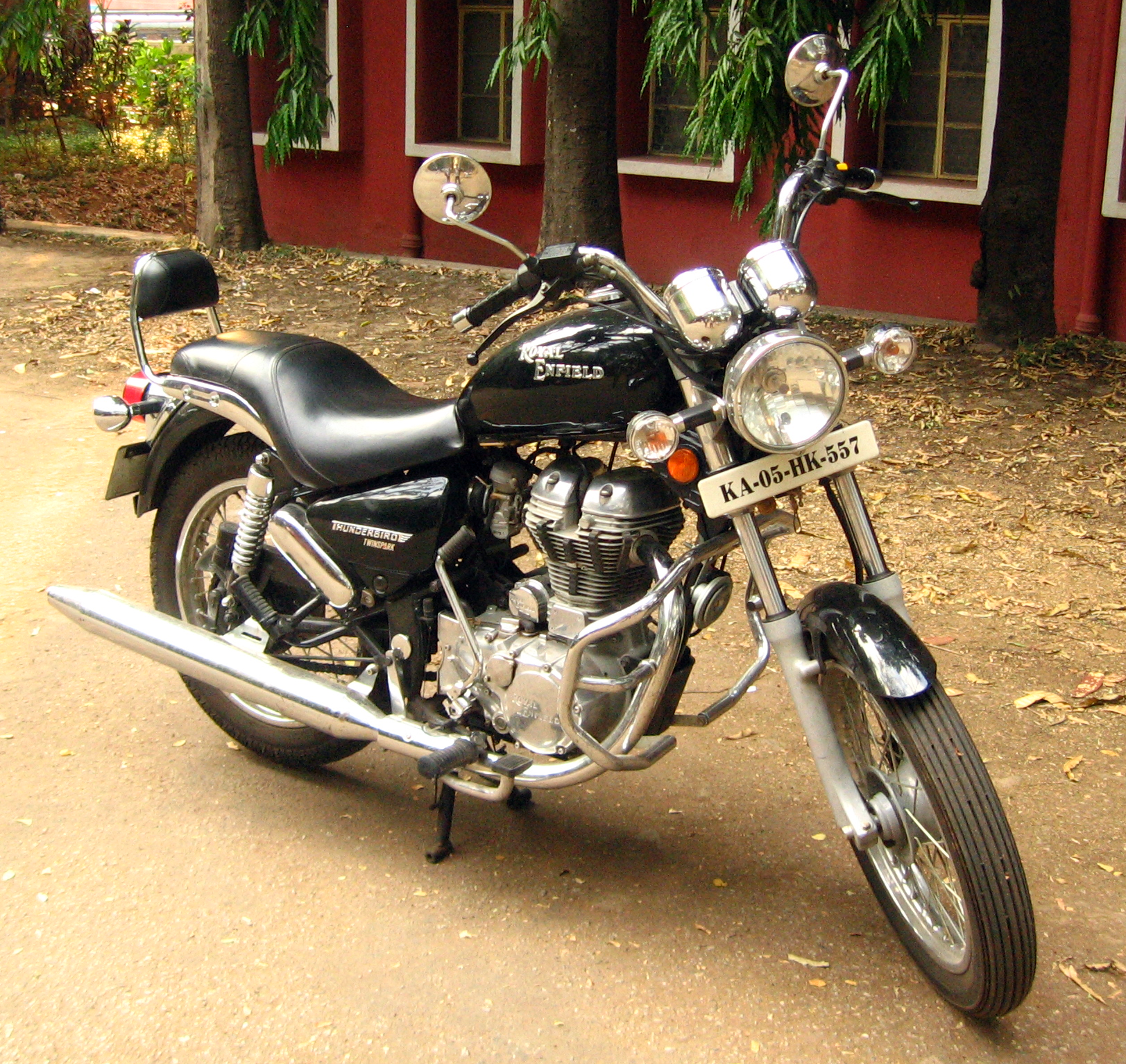
Thunderbird Twin-spark 350 (2009).

Royal Enfield réserve au marché indien et à certains marchés d'exportation d'autres modèles moins puissants comme le Thunderbird 350, doté dès 2002 d'une boîte à cinq rapports et d'un frein avant à disque.
Les ventes doublent durant la décennie pour atteindre en 2009  52 000 unités, dont un peu moins de 2 000 hors d'Inde.

#### Années 2010: croissance, trails et bicylindres
La croissance de Royal Enfield est très forte durant les années 2010 : la production passe de 52 000 motos en 2009 à 826 000 en 2018,. Deux nouvelles usines, toujours dans l'État indien du Tamil Nadu, sont ouvertes. Royal Enfield  effectue aussi ce qui est qualifié par la presse de "grand retour au Royaume-Uni" en rachetant l'entreprise britannique Harris Performance, basée à Hertford, puis en ouvrant un centre de recherche et développement à Leicester.

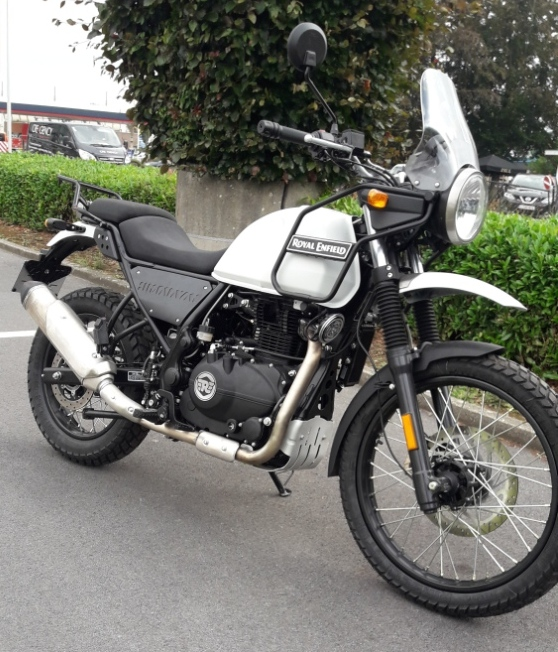
Himalayan (2018).

L'accent est mis sur l'exportation : Siddhartha Lal, directeur général de Royal Enfield depuis 2006, s’installe à Londres pour y développer les opérations internationales. Et la marque s'attaque au marché américain en créant une filiale de distribution directe aux États-Unis, à Milwaukee, Wisconsin.

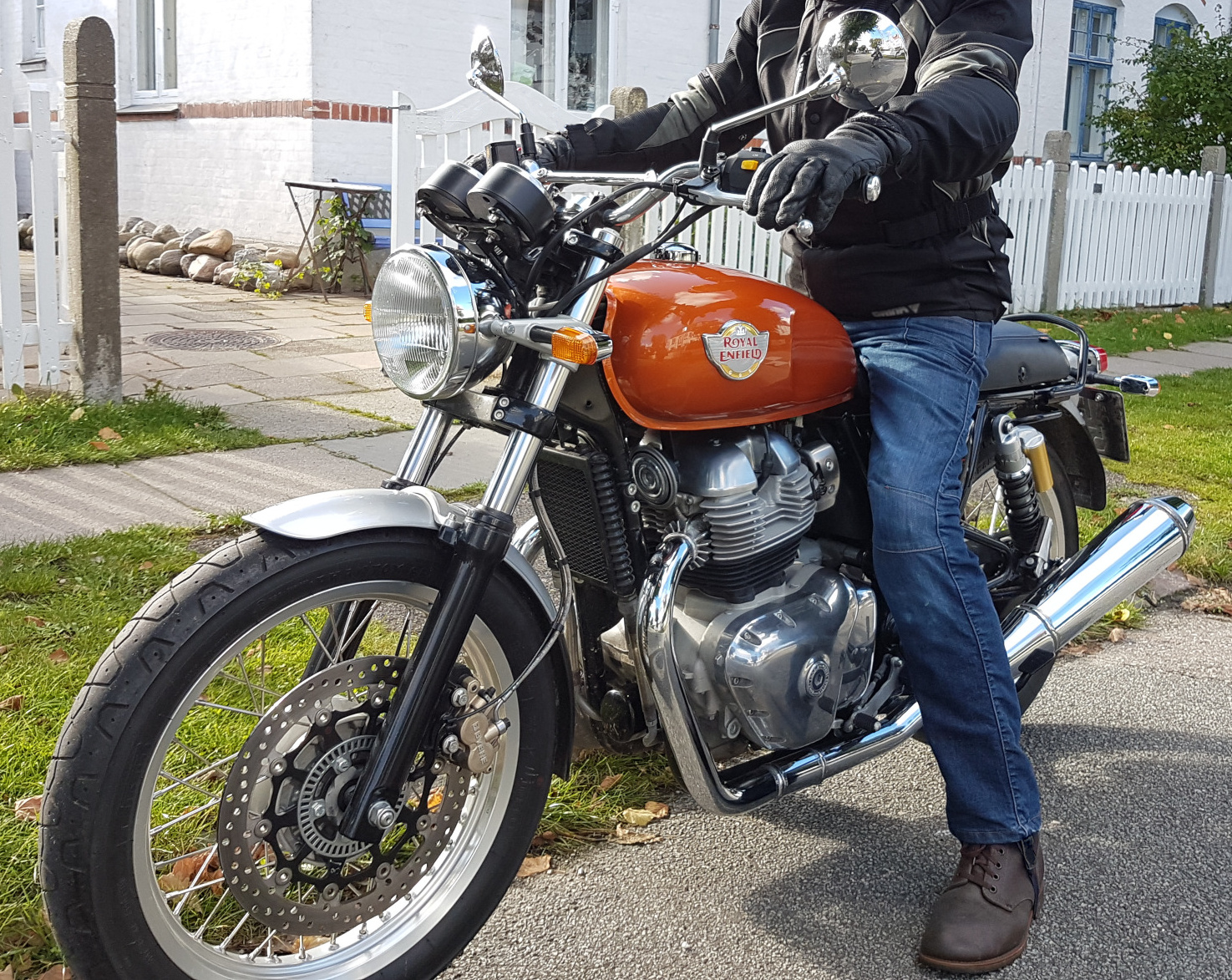
Interceptor 650 (2019).

La gamme s'élargit durant la décennie avec plusieurs lancements, comme celui, en 2013, du premier café-racer de la marque, le monocylindre Continental GT 535 de 29 ch , et deux nouvelles lignes de produits apparaissent:
- les trails, avec l'Himalayan, lancée en Inde (2016) puis en Europe (2018) et équipée d'un nouveau moteur monocylindre de 411 cm3/24,5 ch à simple arbre à cames en tête et deux soupapes par cylindre. Elle est légère (185 kg), dotée de freins à disque et d'une boîte à cinq rapports, et proposée à un prix très compétitif[50].
- les bicylindres, avec l'Interceptor 650[51] et la Continental GT 650[52]. Premiers bicylindres de la marque indienne, ils ont été développés avec Harris Production et sont dotés d'un moteur bicylindre en ligne de 648 cm3/47 ch  refroidi par air et huile, à simple arbre à cames en tête et quatre soupapes par cylindre. Les deux modèles se distinguent principalement par le réservoir, la selle, le guidon et la position des repose-pieds. Ils sont lancés mondialement en 2018.

À la fin de la décennie, Royal Enfield est devenu l'un des dix plus importants constructeurs mondiaux de deux-roues motorisés, avec des volumes équivalant à ceux combinés des cinq plus grands constructeurs occidentaux. Mais la marque reste très dépendante du marché indien où elle écoule près de 95 % de sa production. Et pour l'exercice 2019-2020, Royal Enfield subit les conséquences de la pandémie de COVID avec une baisse de 15 % du nombre de machines livrées.

#### Années 2020: records de ventes locales et internationales
L'exercice 2022-2023 de Royal Enfield est marqué par un fort rebond après les années marquées par le COVID : les ventes sont à un niveau record de 824 000 unités, distribuées en Inde et, pour 89 000, dans plus de 60 autres pays. Le réseau de distribution dépasse les 2 000 points de vente en Inde et les 1 150 boutiques dans les autres marchés.

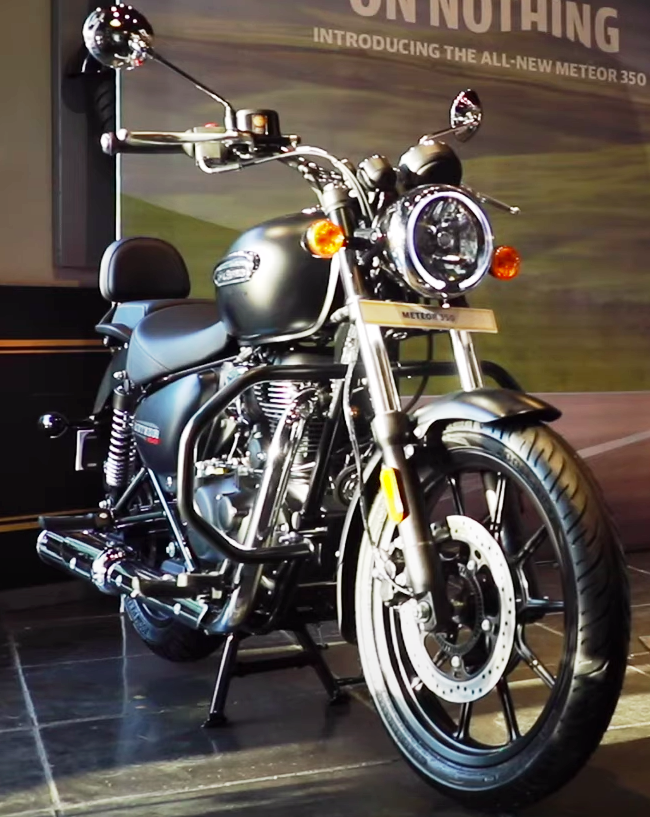
Meteor (2021).

La marque se définit comme un spécialiste des motos de cylindrées moyennes (250 à 750 cm3), segment sur lequel elle revendique détenir près de 90 % de part de marché en Inde et être en première place en Corée et au Royaume-Uni, en deuxième place en Thaïlande, et en troisième place en Australie, France et Italie.
En 2021, Royal Enfield a vendu en France 804 Meteor 350, 696 Bullet 500 et 689 Himalayan, ce qui lui donne une part de marché de 11 % sur les motos de 126 à 499 cm3. La même année, la marque a vendu 2 251 Continental GT 650, soit 7 % du segment des 500 à 749 cm3. Les ventes de Royal Enfield en France sont passées de 290 exemplaires en 2012 à près de 4 300  en 2022.

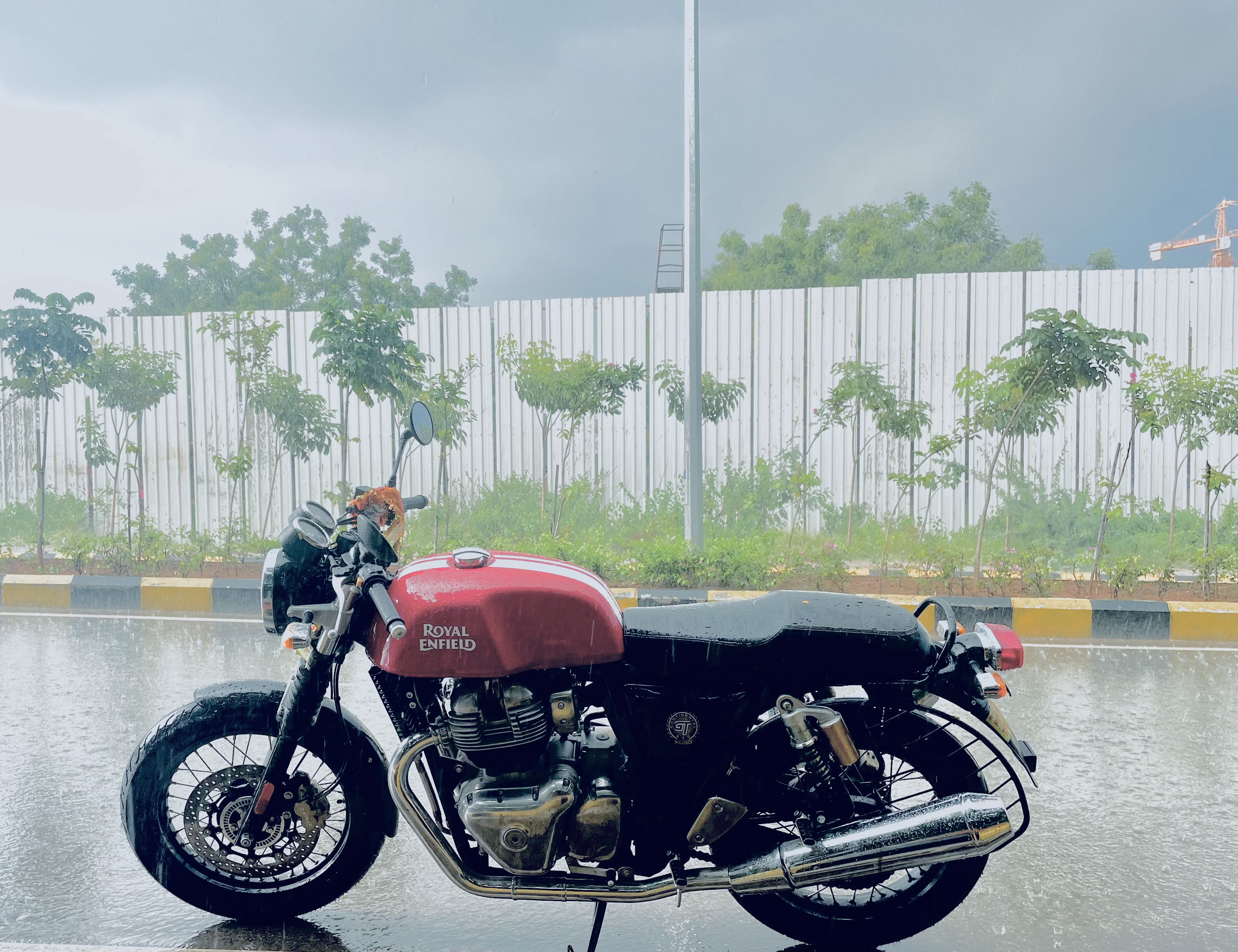
Continental GT 650 (2022).

Ces évolutions s'appuient sur le succès de la gamme des bicylindres 650 cm3, élargie en 2023 au cruiser Super Meteor 650, celui des trails, l'Himalayan étant rejointe en 2022 par le scrambler Scram 411, et le renouvellement complet de la  gamme de monocylindres 350 cm3 : 
- la Meteor 350, proposée depuis 2021 en trois versions (Fireball, Steller et Supernova), toutes utilisant une nouvelle plateforme technique, dite J, avec un monocylindre de 349 cm3/20 ch20. La Meteor est légère (191 kg[58]), basse (765 mm de hauteur de selle), équipée de freins à disque avec ABS et dotée d'un système de navigation intégré "Tripper"  utilisant Google Maps[59].
- la Hunter 350, introduite en 2022, qui utilise la même plateforme que celle de la Meteor, mais avec une puissance de 20,2 ch, un empattement plus court (1 390 mm contre 1 400 mm) favorisant l'agilité, un réservoir plus petit (13 l contre 15 l) et une instrumentation simplifiée[60].
- la Classic 350 : lancée en 2022, elle est basée sur la plate-forme J et propose un aspect rappelant celui des modèles des années 1960 avec roues à rayons et selle monoplace[61].

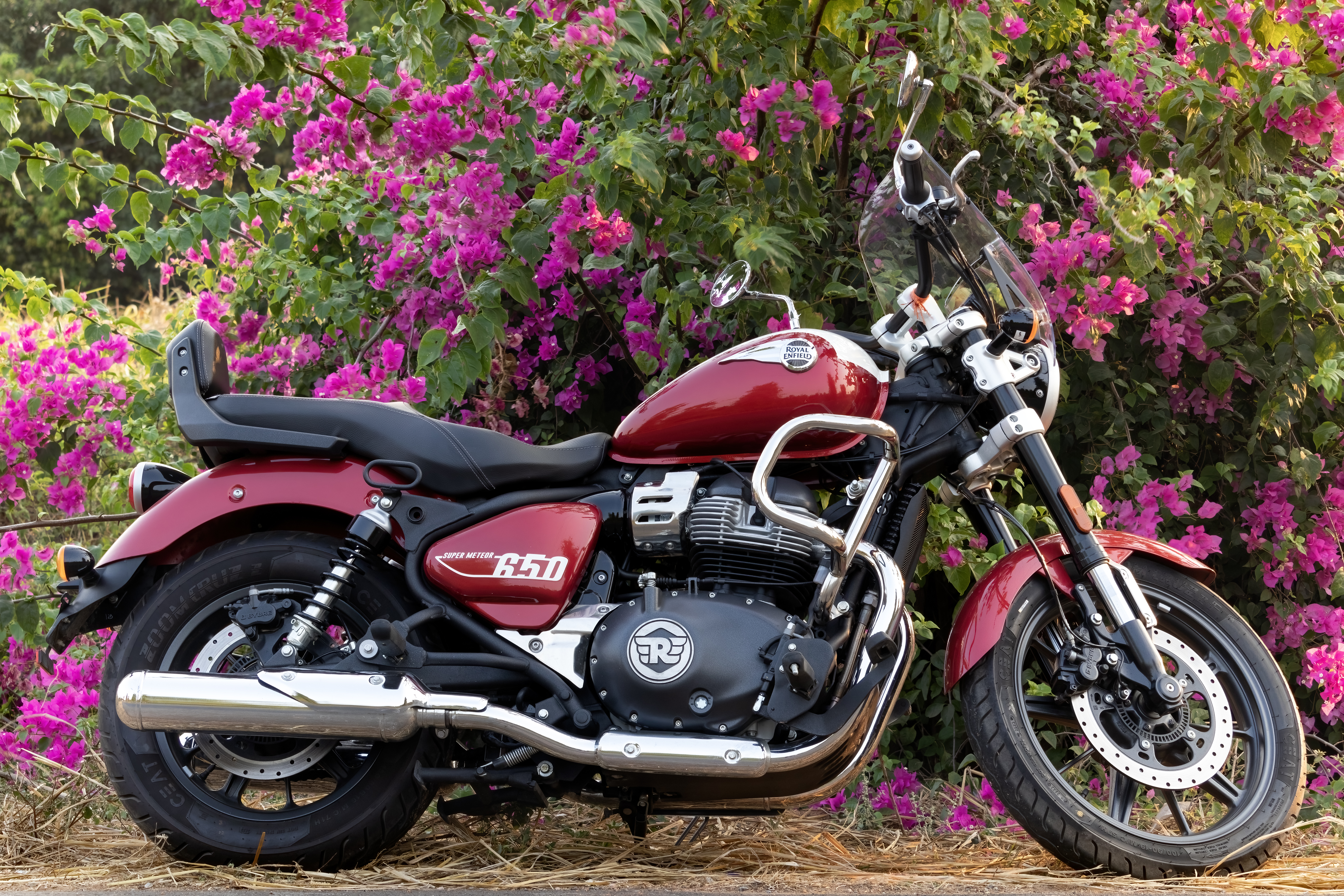
Royal Enfield Super Meteor 650 (2023)

- la Super Meteor 650 : lancée en 2023, est un custom en trois versions (Astral, Interstellar et Celestial) basée sur un châssis Harris spécifique et le moteur bicylindre de l'interceptor/Continental GT.

La gamme disponible en 2023 en France comporte dix modèles de 350 à 650 cm3 : deux versions de la Continental GT 650 (classique et en série limitée Thunder Edition), deux Interceptor 650 (classique et en série limitée Lightning Edition), le cruiser Super Meteor 650, le trail Himalayan et sa déclinaison Scram 411, et trois modèles monocylindres de 350 cm3 (Classic, HNTR "Hunter", Meteor). Les prix affichés vont de 4 490 € (Hunter) à 7 890 € (Super Meteor).
En 2023 est également annoncé la mise à jour de l'Himalayan, prévue pour être disponible en 2024. Cette mise à jour consiste en une refonte globale, en introduit plusieurs innovations comme une commande d'accélération électronique mais représente également la première commercialisation d'un moteur à refroidissement liquide chez le constructeur. La vocation du véhicule reste la même, l'Himalayan restant un trail léger pourvu d'un moteur monocylindre de 452 cm3 de cylindrée (40 ch) et de moins de 200 kg (198 kg annoncés, 181 kg à sec), disposant d'une multitude d'équipements appropriés à cet usage de série (jantes à rayons 21 et 19 pouces, à chambres à air, crashbar, sabot moteur, ...). Les prix s'échelonnent de 5 890 € à 6 190 € selon la finition et la couleur choisie.

## Royal Enfield en compétition

### Époque anglaise (1901-1970)

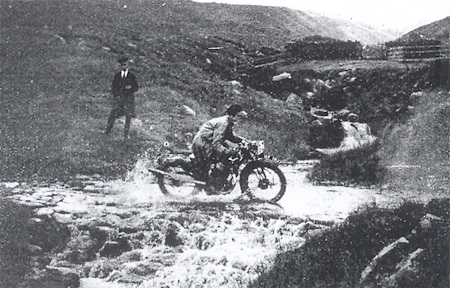
RE aux International Six Days Trials, pilotée par Mme Betty Lermitte (1927).

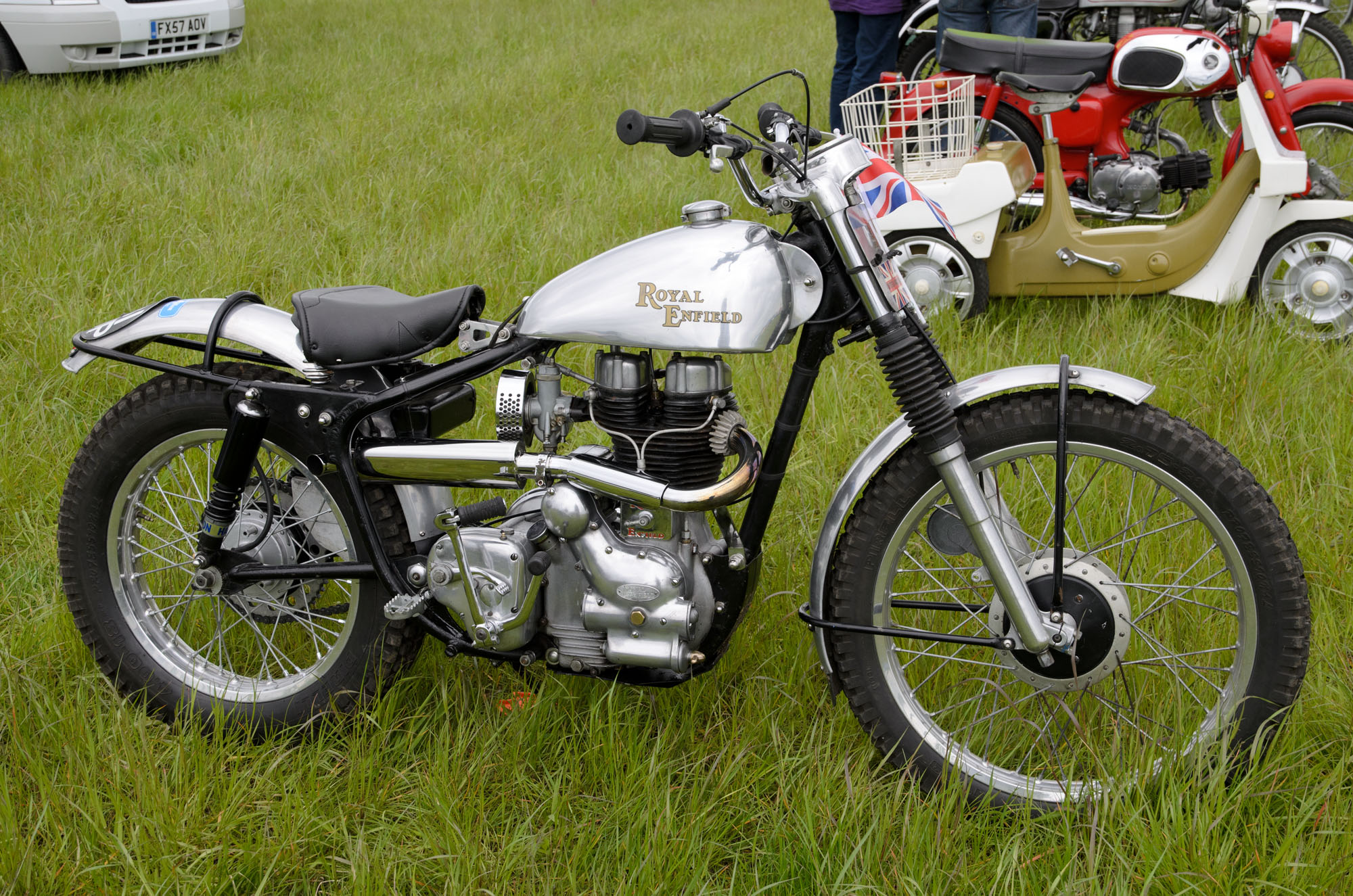
Bullet Trials 350 (1959).

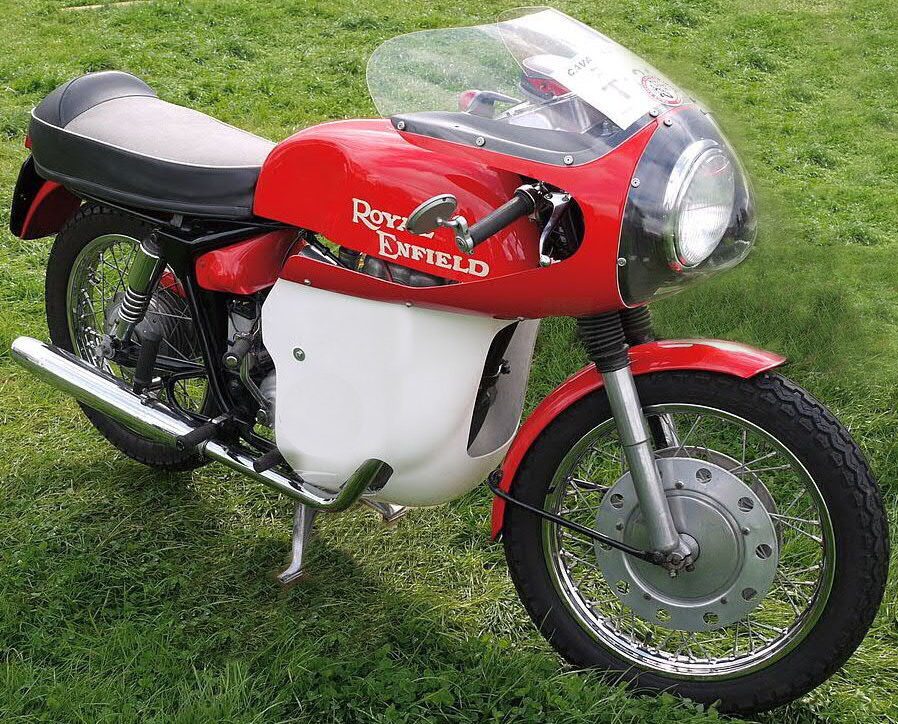
Continental GT 250 avec carénage "speedflow" (1966).

Royal Enfield engage des machines dès le début des années 1900 dans divers types de compétitions. 
La première victoire de la marque est obtenue en 1904, la Royal Enfield Minerva remportant une course de cinq miles sur le circuit de New Brighton. Durant les années 1910, RE s'engage avec succès sur des courses d'une heure, avec par exemple une victoire en 1911 au British  Motor Cycle Racing Club (BMCRC) remportée avec un bicylindre de 2,25 ch à plus de 87 km/h de moyenne, ou en 1913 avec un side-car établissant le record de 64,5 km/h. Royal Enfield réussit aussi sur des courses plus longues avec une victoire au Six Hour Marathon en 1913, et, la même année, au Tourist Trophy d'Inde, une course longue de 300 miles. En 1914, RE obtient une troisième place au Junior TT de l'ile de Man, plaçant 5 machines dans les 20 premières arrivées,.
Royal Enfield est très présent en compétition dans l'entre deux guerres, engageant des modèles solo en catégories Lightweight (moins de 250 cm3), Junior (moins de 350 cm3) et Senior, ainsi que plusieurs modèles de side-car. La marque utilise en compétition de nouveaux cadres, systèmes d'échappement, configurations de moteur et freins, qui seront ensuite introduits dans la gamme commercialisée, notamment sur les variantes dites "sport". Durant cette période, RE remporte de nombreux succès, notamment en "trials", des courses tout-terrain de longueur variée. Parmi les résultats notables, on trouve des victoires au South African TT (1926), au Hutchinson Hundred Race (1926), ou encore au Victory Cup Trial (1928). En 1927, RE remporte une troisième place au Junior TT de l'ile de Man, ainsi que le "Manufacturers Team Prize", récompensant la marque ayant eu le meilleur résultat global. L'intérêt de Royal Enfield pour la compétition se poursuit jusqu'à la seconde guerre mondiale, avec des succès en courses de vitesse en catégorie Lightweight, et en tout-terrain, comme en 1934 au British Expert Trials, où la marque place quatre machines dans les neuf premières places.
Après la Seconde Guerre mondiale commence la période des Bullet, premières machines à cadre entièrement suspendu en compétition tout-terrain, qui remportent de nombreux succès au Royaume-Uni, mais aussi dans d'autres pays : Australie, Nouvelle-Zélande, Grèce, etc.
Le début des années 1960 est marqué par l'engagement en compétition des RE 350 Works, dérivées des Constellation et qui prolongent les succès des Bullet, ainsi que des monocylindres 250 Crusader Sport ou tout-terrain, puis Continental GT 250.

### Époque indienne (1995-)
Royal Enfield ne participe plus, depuis 1995, à des compétitions officielles. En revanche la marque organise ou sponsorise plusieurs courses ou évènements, notamment :
- l'Himalayan Odyssey, raid de 2800 km depuis l'Inde jusqu'au Tibet dont la première édition a eu lieu en 2003[64].
- la Rider Mania, grand rassemblement annuel en Inde, avec des épreuves de tout-terrain et des spectacles.
- les "One Ride", raids sur route organisés chaque année dans plusieurs pays depuis 2011[65].

Royal Enfield organise en outre en France, depuis 2022, l'Ipone GT Cup, une compétition composée de quatre épreuves sur circuit, réservée aux Continental GT 650 modifiées pour être conformes au règlement de la Fédération française de motocyclisme.

## Chronologie
- 1892 : rachat de la Townsend, fabricant des bicyclettes et création de la Eadie Manufacturing Company.
- 1893 : contrat de fournitures de pièces à la Royal Small Arms, fabricant du fusil Lee Enfield ; création de la marque « Royal Enfield » et du slogan Made like a gun (« Construite comme un fusil »).
- 1897 : création de l'Enfield Cycle Company, filiale de Eadie Manufacturing.
- 1898 : production d'un quadricycle équipé d'un moteur fourni par la firme De Dion-Bouton.
- 1901 : première motocyclette sous la marque Royal Enfield avec un moteur Minerva placé sur la roue avant.
- 1903 : première moto de la marque à moteur en position centrale.
- 1910 : apparaît la première moto de la marque avec moteur en V.
- 1933 : premier modèle dénommé « Bullet ».
- 1945 : premières fourches télescopiques.
- 1948 : prototype de Bullet doté d'un cadre entièrement suspendu (fourche télescopique et bras oscillant).
- 1956 : production de la Bullet 350 en Inde par Enfield India.
- 1963 : lancement du bicylindre Interceptor 750 et du monocylindre Crusader 250.
- 1970 : fin de la production de motos Royal Enfield au Royaume-Uni.
- 1977 : Enfield India commence l'exportation de l'Enfield India 350.
- 1990 : Enfield India construit et exporte l'Enfield India 500.
- 1994 : le groupe indien Eicher rachète Enfield India.
- 1995 : Enfield India devient Royal Enfield Motors et commercialise ses produits sous la marque Royal Enfield.
- 2000 : Bullet Sixty 5 à démarreur électrique et boîte à cinq rapports.
- 2004 : Bullet ElectraX à allumage électronique et frein avant à disque.
- 2008 : nouveau moteur monocylindre à boîte de vitesses intégrée (UCE) et à injection (EFI) répondant aux normes européennes Euro 3.
- 2009 : la production de la marque dépasse 50 000 machines.
- 2013 : lancement du monocylindre Continental GT 535.
- 2016 : lancement en Inde du trail monocylindre Himalayan 410.
- 2017 : présentation à l'EICMA des premiers bicylindres de la marque indienne, les Interceptor 650 et Continental GT 650.
- 2018 : lancement en Europe de l'Himalayan ; la production de la marque dépasse 820 000 machines, soit l'équivalent de celle cumulée des cinq plus importantes marques occidentales.
- 2020 : toute la gamme est dotée de l'ABS et de l'injection électronique.
- 2021 : nouveau monocylindre Meteor 350 et version Euro 5 de l'Himalayan.
- 2022 : monocylindres Classic 350 et Hunter 350, dérivés de la Meteor, ainsi que Scram 411, dérivé de l'Himalayan.
- 2023 : cruiser bicylindre Royal Enfield Super Meteor 650, monocylindre Bullet 350 et Himalayan 450 doté d'un refroidissement par liquide et commande des gaz "by wire".

Modèles attelés ou carénés
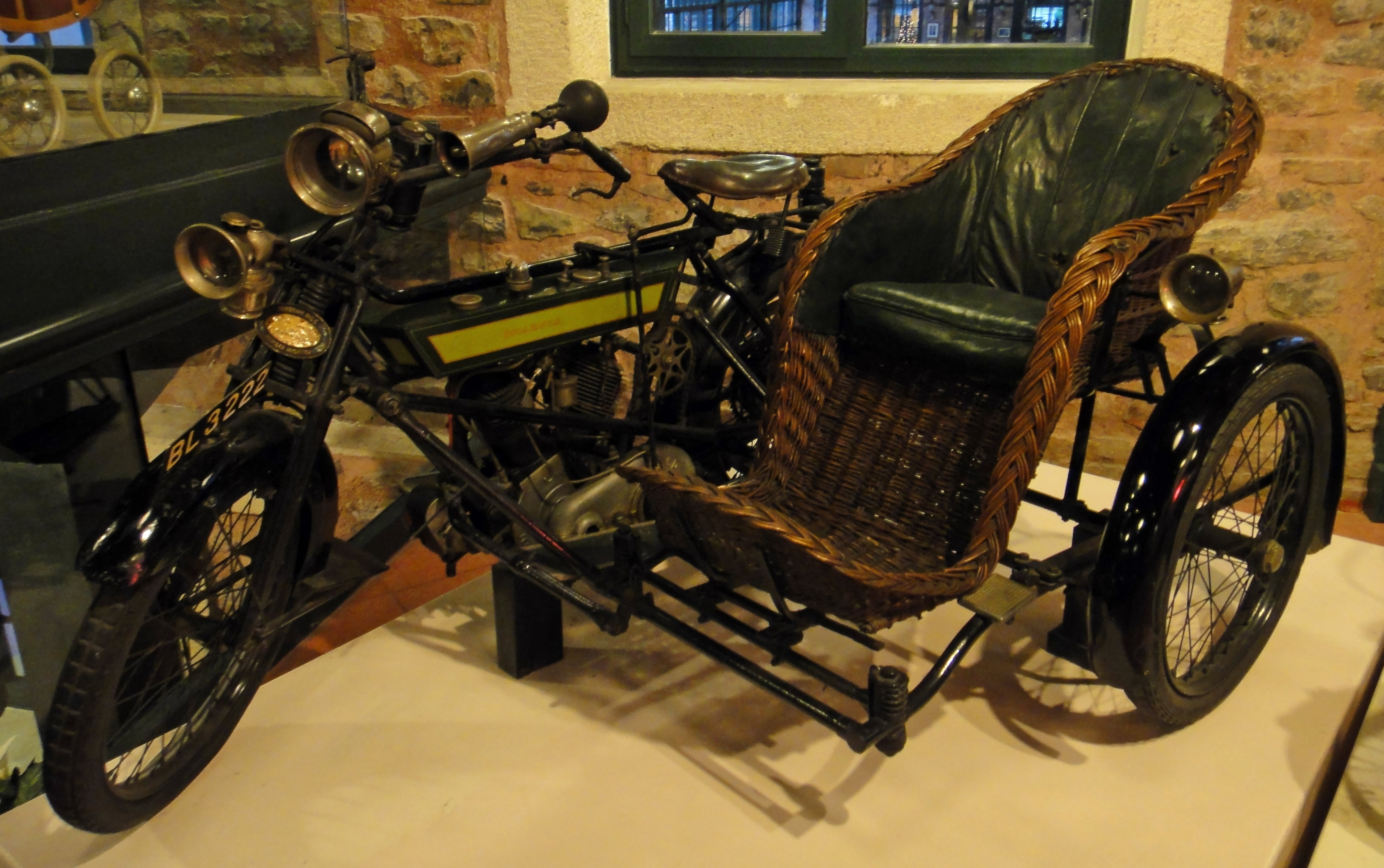
RE 180 avec side-car en osier (1913).
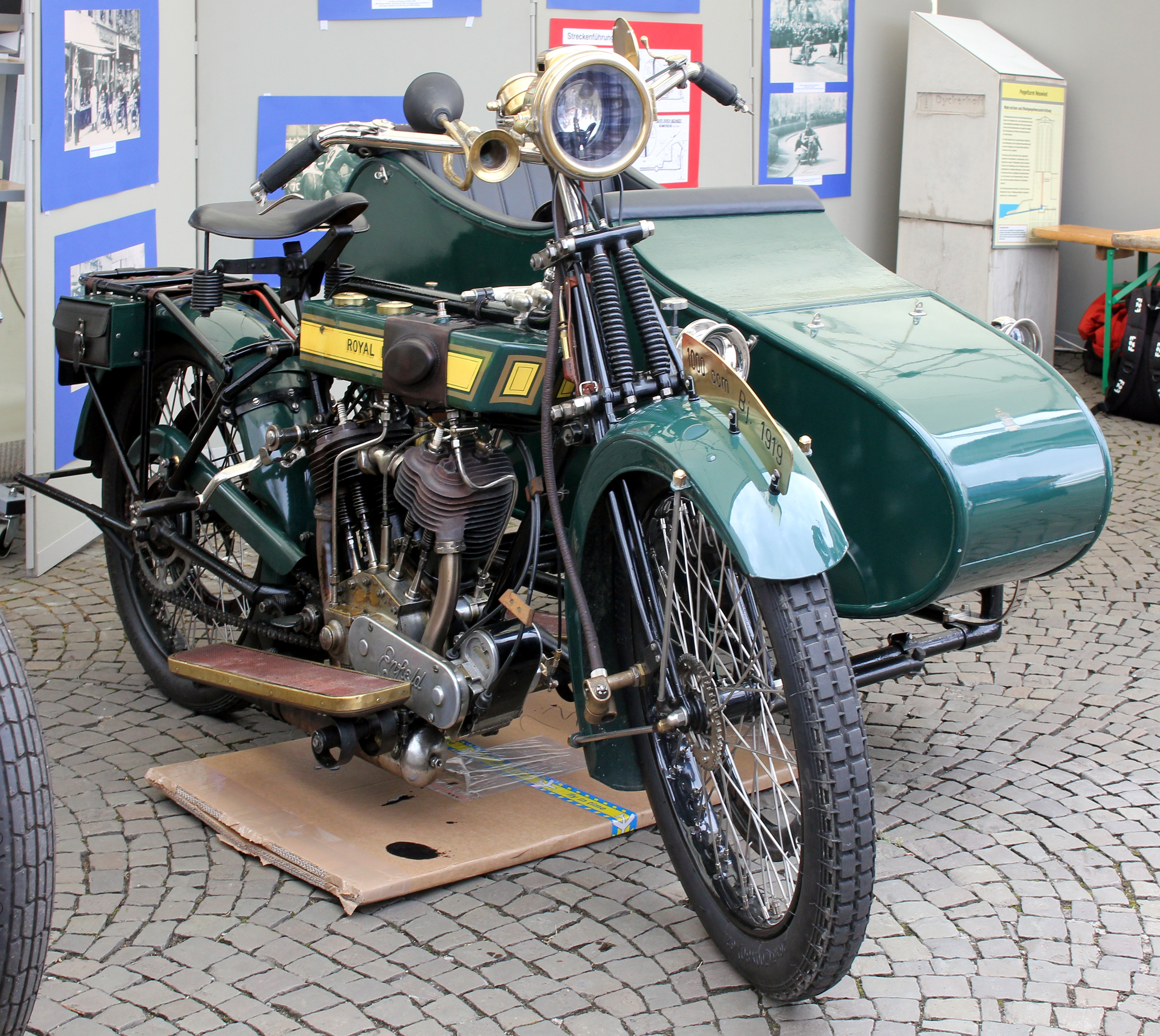
RE 180 avec side-car en acier (1919).
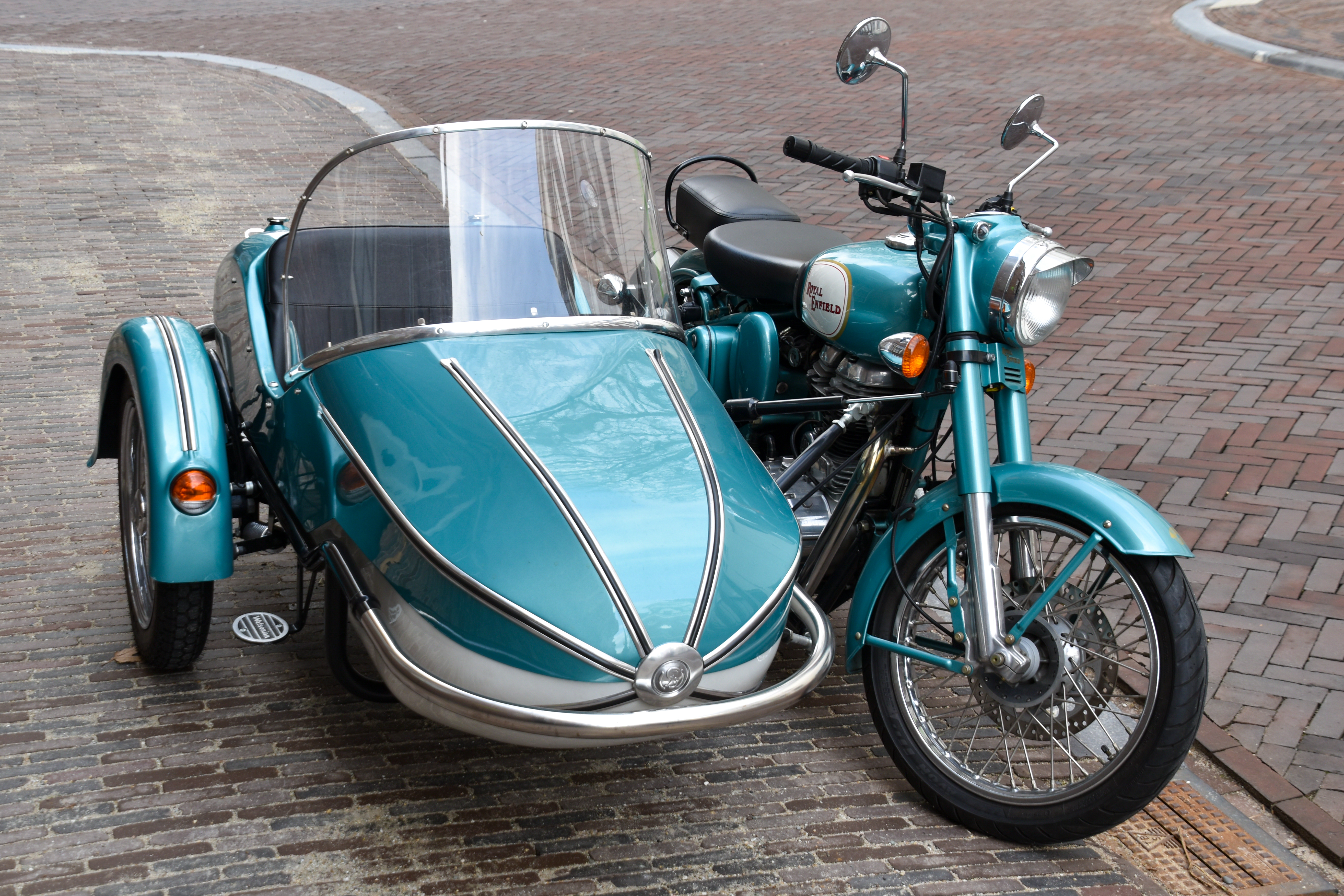
Bullet Classic 500 attelée (2022).
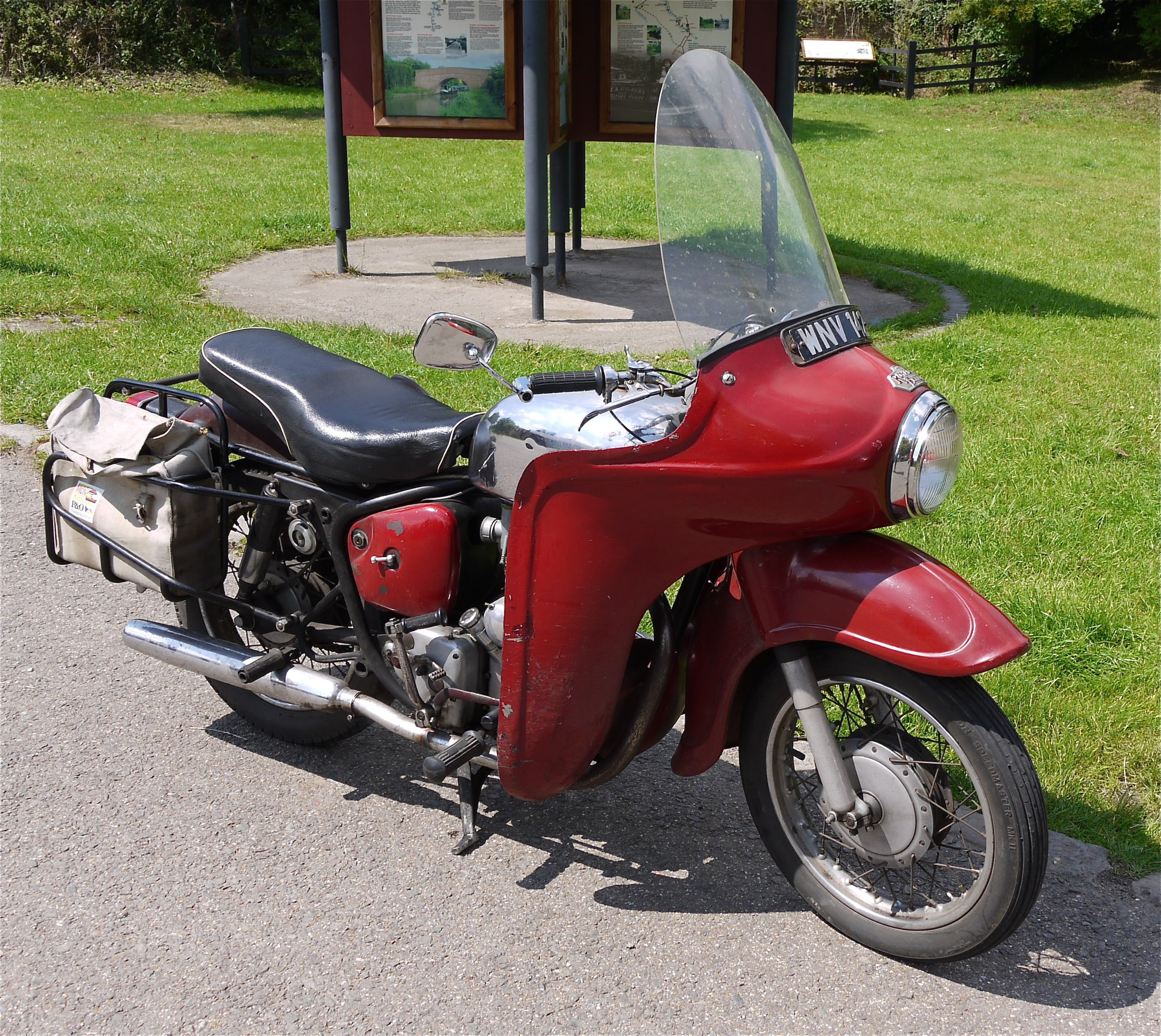
Carénage Airflow (1960).
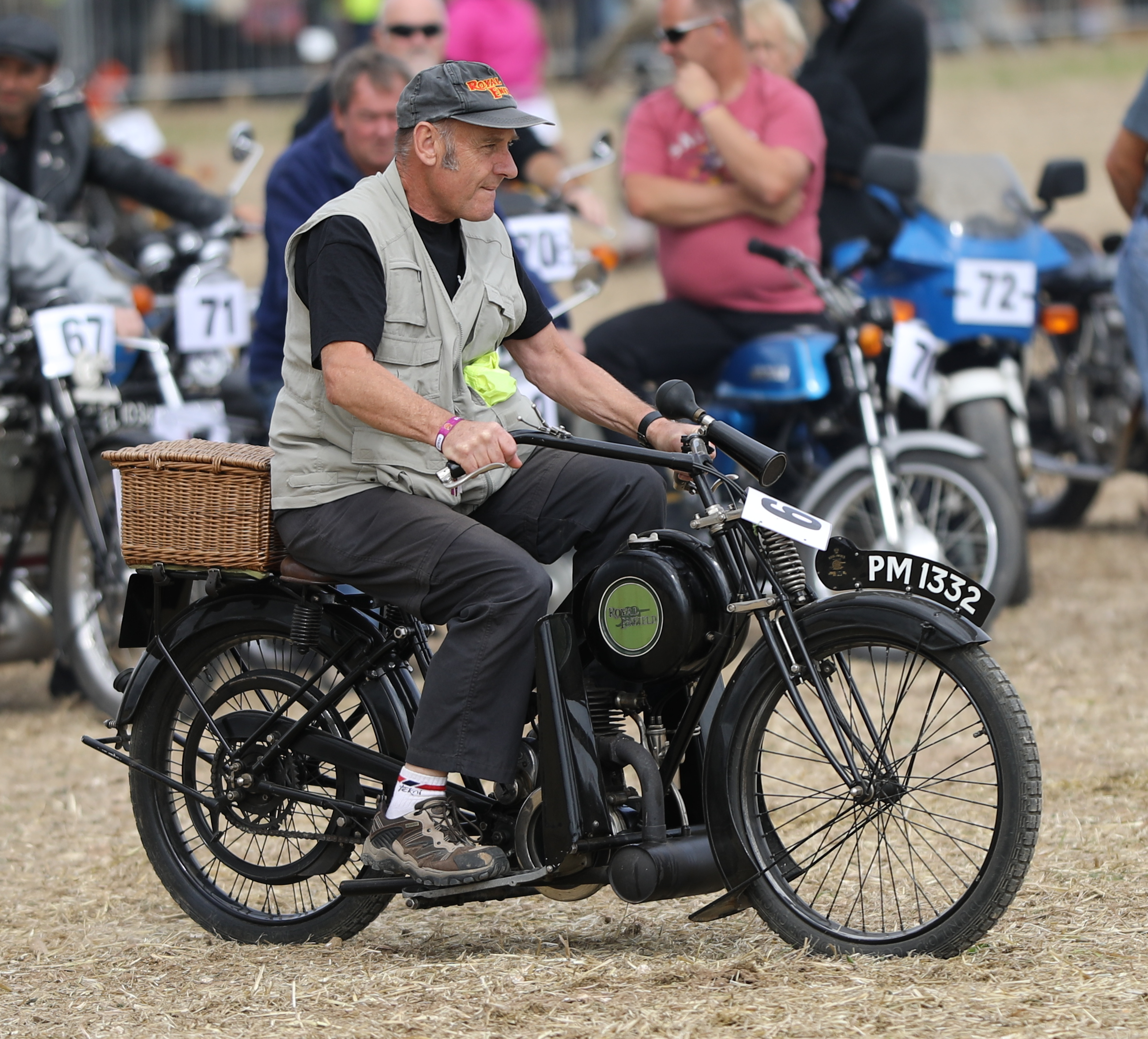
RE 201a "Ladies" à cadre ouvert (1925).
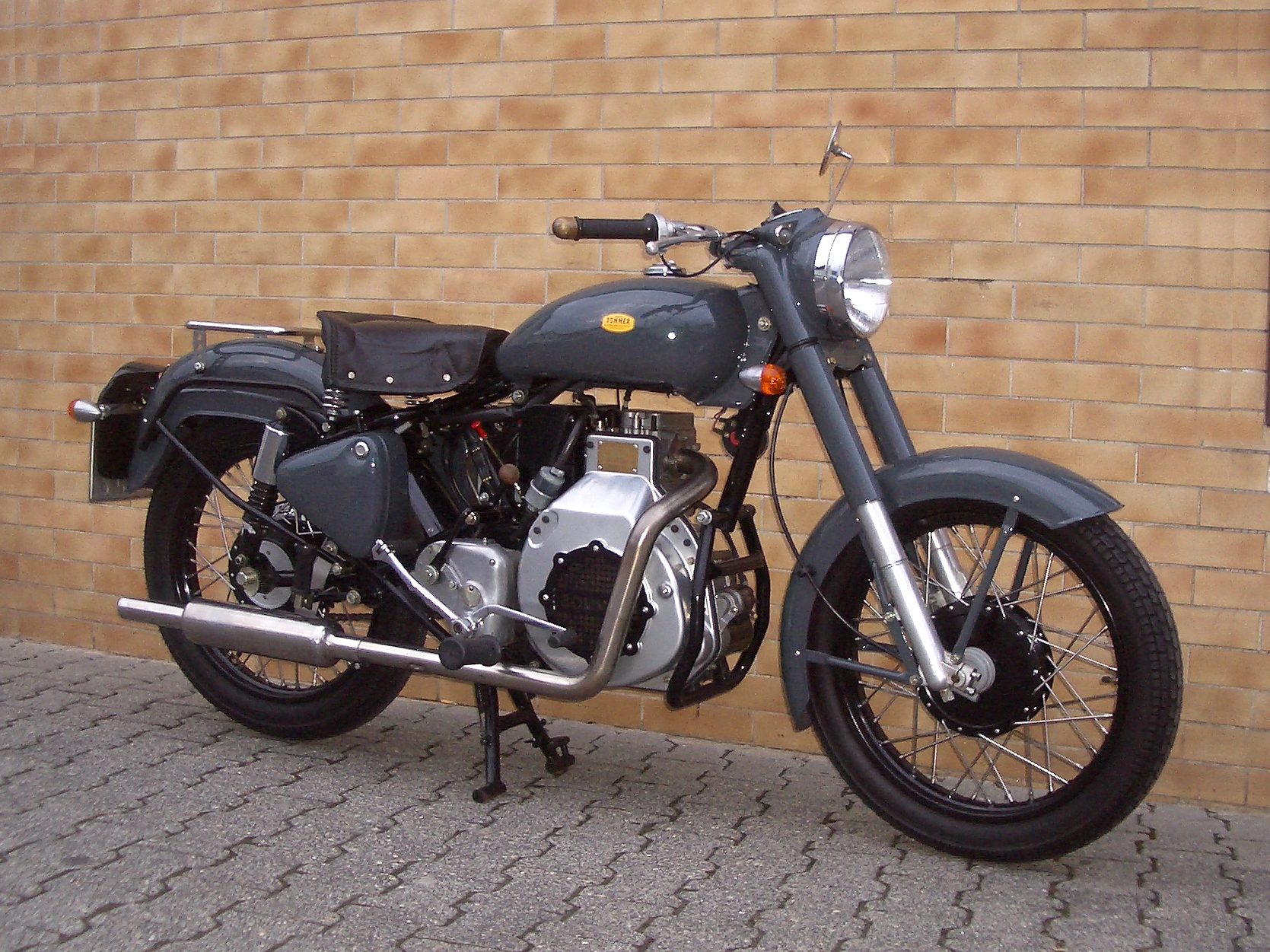
Sommer diesel  construit en Allemagne jusqu'en 2010 en cadre de Bullet.